# Arquitectura colonial española

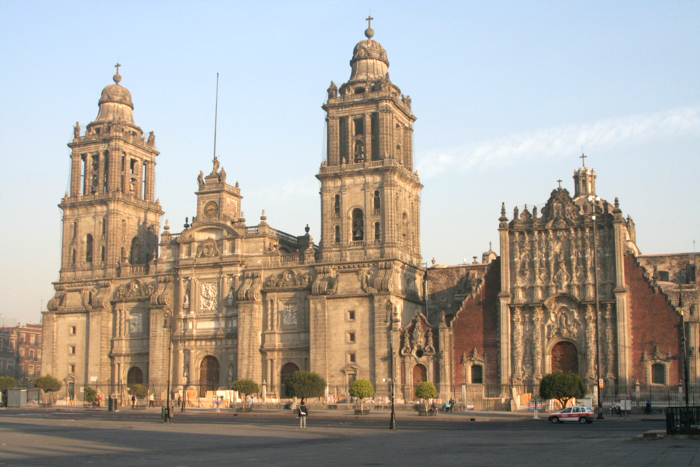
Catedral Metropolitana de la Ciudad de México, la más grande del continente americano.

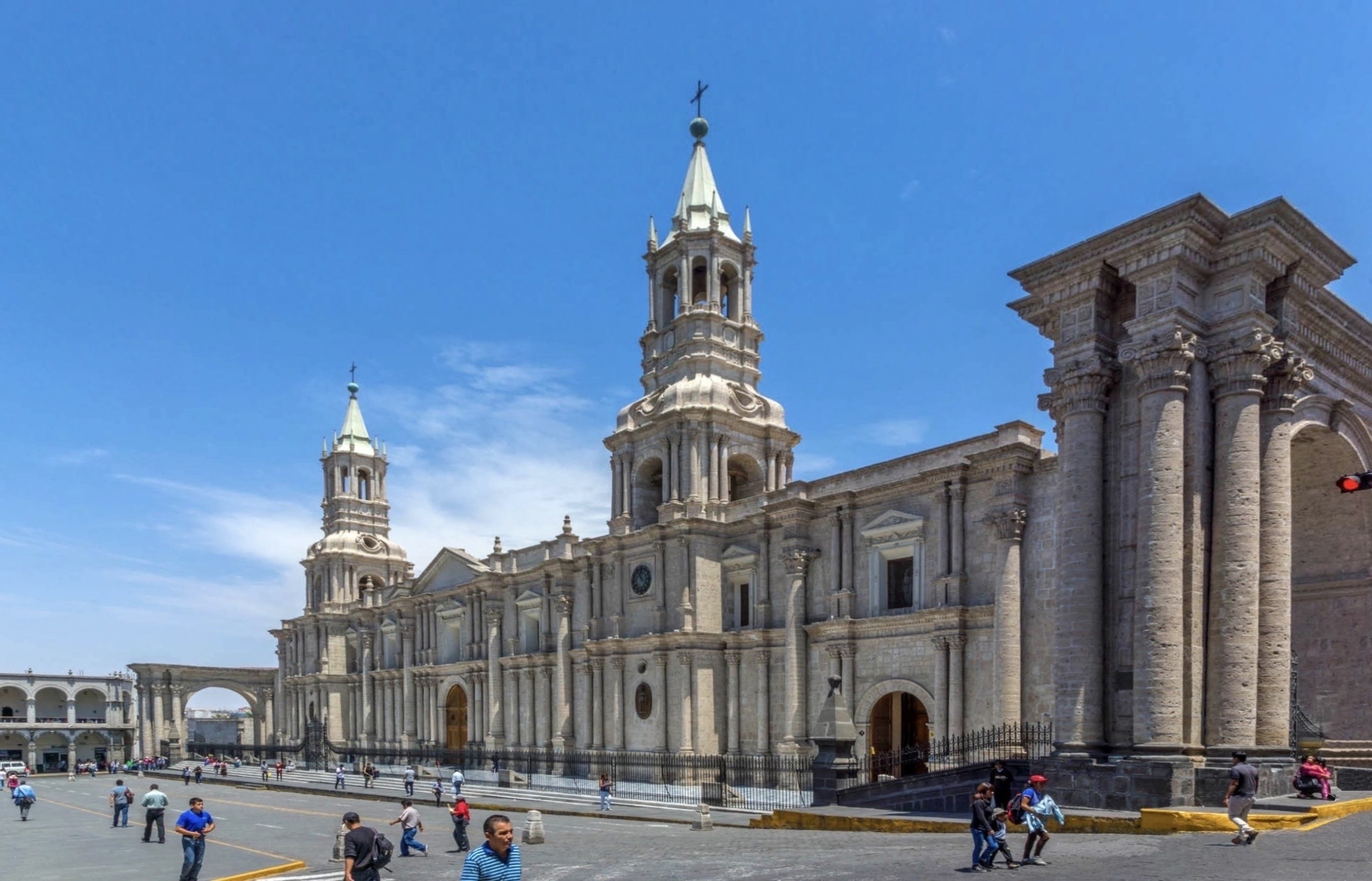
Catedral virreinal de Arequipa, Perú.

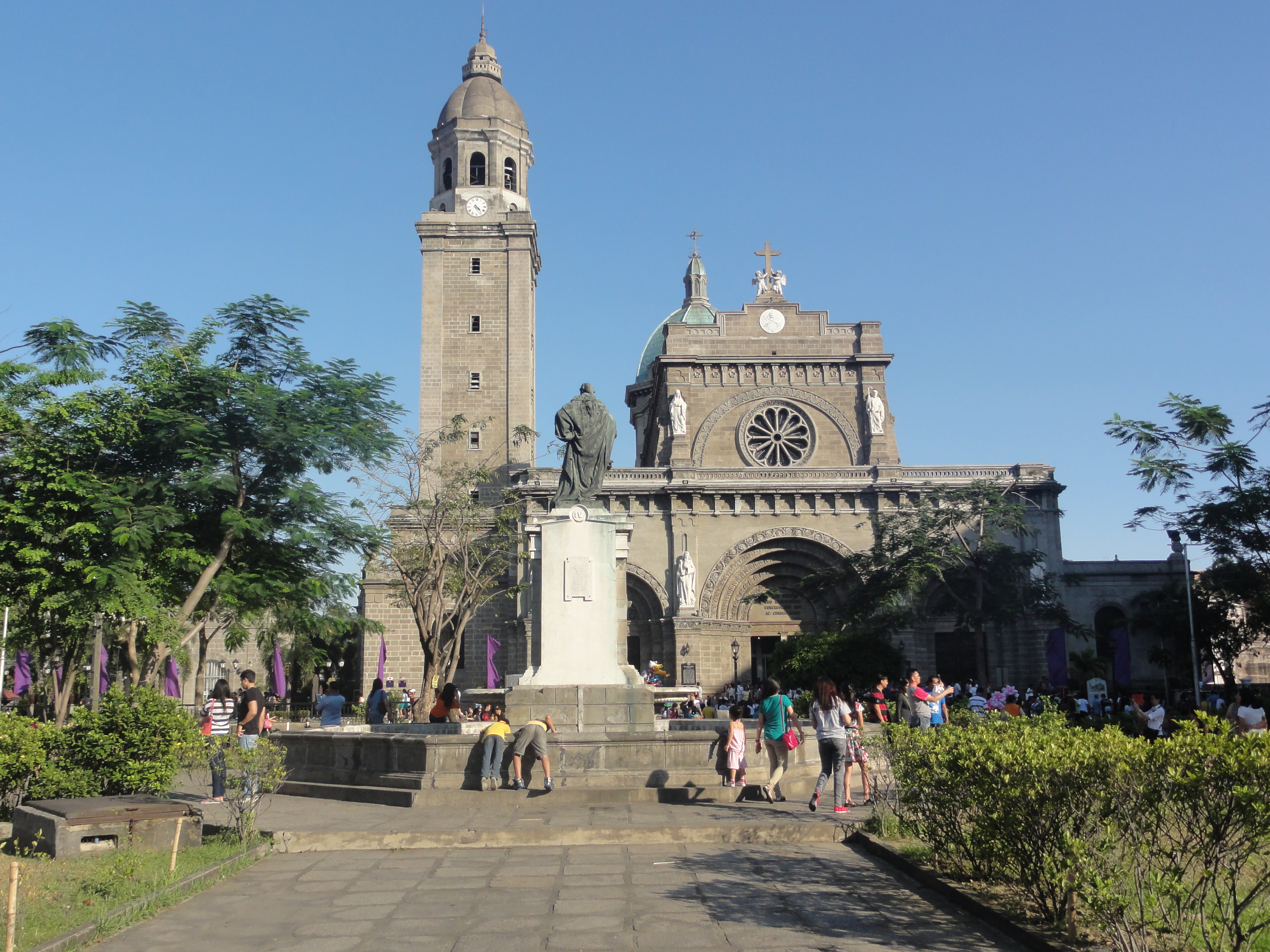
Catedral española de Manila, Filipinas (reconstruida en 1958).

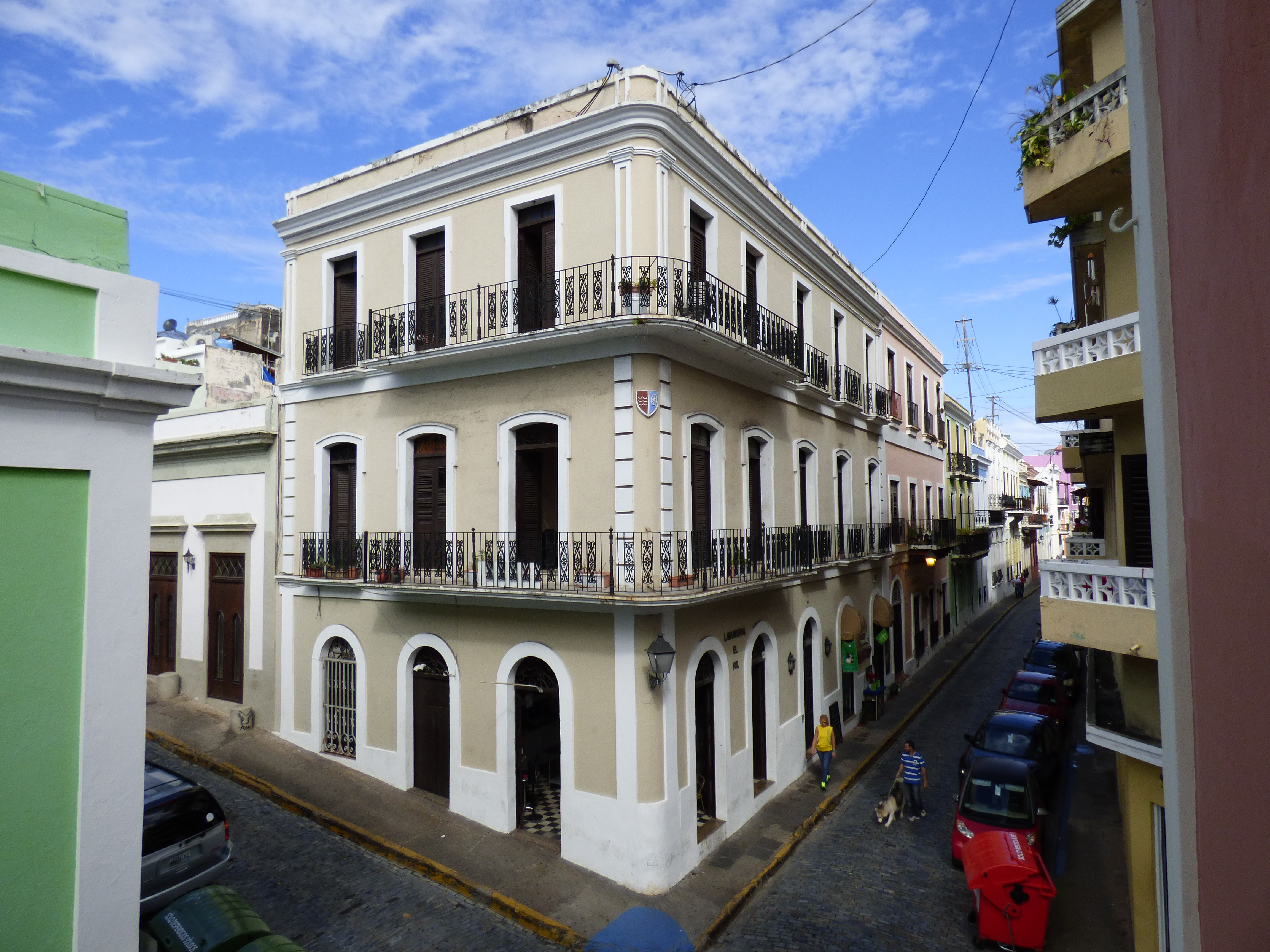
Estilo español en el Viejo San Juan (Puerto Rico).

La arquitectura virreinal española se refiere a los diversos estilos de arquitectura española construidos en el Imperio español, a partir del descubrimiento de América en 1492. Representa la influencia virreinal española en las ciudades y pueblos del Nuevo Mundo y de las Indias Orientales, que comprendía desde el actual suroeste de Estados Unidos, México y el Caribe, hasta Centroamérica, la mayor parte de Sudamérica y la costa noroeste de Norteamérica (actual Alaska y Columbia Británica). Todos estos territorios se integraron en la Corona de Castilla y, más tarde, como reinos de la Corona española. Inicialmente se organizaron en dos virreinatos, el de la Nueva España y el del Perú. Con el descubrimiento y asentamiento en varios archipiélagos del Pacífico a finales del siglo xvi, se incorporaron al Imperio las Indias Orientales Españolas, formadas por las Filipinas, las Marianas (incluyendo Guam), la parte norte de Formosa y las Carolinas (que incluían las Palaos), bajo la jurisdicción del virreinato de la Nueva España. 
El estilo arquitectónico virreinal español dominó en las primeras provincias españolas de América del Norte, Central y del Sur, y asimismo fue visible en sus otros dominios. En España, cuando el descubrimiento de América, estaba en boga el espíritu y el arte renacentista. Desde entonces, la corriente colonizadora será el vehículo para el trasplante y acompasamiento del arte occidental europeo a América, que en poco tiempo, con el contacto con las culturas indígenas, producirá un mestizaje artístico lleno de matices y novedades. Y ese acompañamiento de los estilos artísticos europeos - americanos, también desembocará en el rico barroco hispanoamericano, caracterizado sobre todo por los porches y las entradas muy ornamentadas, que en Nueva España tomará una dirección, en parte diferenciada con el denominado barroco novohispano, y que se distinguirá desde el principio del barroco español en el que se inspira.
De la misma manera, pero en el Virreinato del Perú, surge el barroco andino, que a su vez difiere del novohispano, en la América Septentrional, y del español, en la Península, aunque fue de este último del cual se inspiró, dando como la principal de sus expresiones a la arquitectura religiosa. Así, una serie de catedrales e iglesias, rebosantes de este estilo, se convierten en poderosos bastiones culturales que permiten, de manera aproximada, escenificar lo que fue en su tiempo el Imperio Español en la América, y en específico para este caso, en la zona de los Andes. En ese sentido, existen regiones altamente bendecidas en lo que respecta a su barroco andino, como lo son los departamentos del sur del Perú, entre los que destacan Cuzco, Arequipa,y Puno, cuyas provincias son auténticas minas de oro de este tipo de estilo arquitectónico, dejando entrever que el Imperio Español tenía una clara misión evangelizadora en sus territorios de ultramar.
Los asentamientos sucesivos pueden ser contemplados en la arquitectura y en los aspectos de planificación urbana de las ciudades conservadas todavía en la actualidad. Estos dos aspectos visibles de las ciudades están conectados y son complementarios. La fundación de ciudades constituyó el núcleo de la colonización hispánica, siendo una de las medidas de su éxito en controlar el territorio ganado y la clave de su dominio ultramarino. Hoy día se promueve en muchos países la arquitectura virreinal española como una de sus principales atracciones turísticas.

## Historia

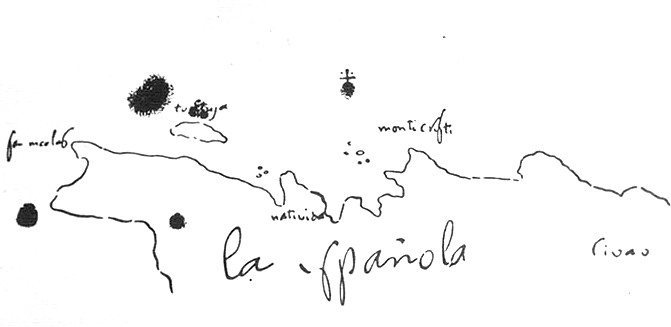
Mapa de La Española realizado por Colón donde se puede ver señalado el fuerte de Navidad, primer edificio europeo construido en América.

Cuando Cristóbal Colón regresó a España en 1493 con la noticia del supuesto descubrimiento de las Indias, dejó en la costa norte de la isla La Española, un fuerte, al que llamaron Fuerte de Navidad, en memoria del día en que ocurrió el incidente con la nao Santa María, que la dejó en condiciones con las que no podía navegar. Fue construido por sus hombres, principalmente, con la madera que se pudo recuperar de la embarcación . Dejó allí una guarnición de 39 tripulantes, con provisiones para un año y una barca. Sería el primer edificio europeo construido en América. 
En el transcurso de los siguientes 20 años, los exploradores españoles encontraron en el Nuevo Mundo varias ciudades y pueblos nativos americanas, algunas, grandes y complejas como otras de Europa. Se originó un choque cultural por los profundos desniveles culturales y educativos entre los españoles en América y los nativos, lo que dio como resultado la aculturación. Se llegó a generar un cambio cultural por el contacto entre sociedades tan diferentes, que finalmente, produjo una simbiosis e interdependencia entre las dos culturas, la que ya se percibía con los parámetros renacentistas traída por los españoles y las diferentes culturas, algunas todavía en la etapa neolítica de los pueblos nativos.
No obstante, persistió la peculiar visión arquitectónica de un arte que coexistió con el gótico en un primer momento, el arte mudéjar, propio de España, que da una mayor importancia estética a la ornamentación sobre la estructura y ventrada en el interior de los edificios. Y de esta mezcolanza con el arte autóctono americano surgió una yuxtaposición de formas artísticas originales que se reflejaron en volúmenes puros y decoraciones planas dispuestas geométricamente. Otra constante de esta experiencia mudéjar en el Nuevo Mundo, la describe el arquitecto Chueca Goitia en la extraordinaria longitud de las naves de las iglesias, que imponía un alejamiento del altar, potenciando su sentido sacral, como es el caso de las catedrales de Quito o Bogotá.
Aunque la arquitectura mudéjar, en sus diferentes manifestaciones, puede observarse en toda la arquitectura virreinal, los trabajos mejores se dan en el área andina, destacando en su principal rasgo, los trabajos en madera en techumbres, de la denominada carpintería de lo blanco, cuyos fundamentos teóricos se ven reflejados en los tratados teóricos de Diego López de Arenas y Fray Andrés de San Miguel. 
Una de las características del Renacimiento en Europa, que se trasladó al continente americano se refería a la disposición y el urbanismo de las ciudades y al tipo de edificios que debían componerlas. Sin embargo, en Europa, estas teorías eran muy difíciles de implantar porque las ciudades ya estaban construidas y la fundación de nuevas ciudades era muy escasa, con lo que solo remodelaciones muy parciales de ciudades eran posibles con la construcción de nuevos edificios, embellecimientos de los existentes y apertura de nuevos espacios. La llegada a América les permitió hacer realidad muchos de estos planteamientos por la disponibilidad de tierras y los intereses de la Corona castellana en la fundación de nuevas ciudades como medio de controlar el territorio y hecho civilizador, junto a la construcción de fortificaciones. Como escribía Francisco López de Gómara, uno de los primeros historiadores de la Indias:

"Quien no poblare, no hará buena conquista, y no conquistando la tierra, no se convertirá la gente: así que la máxima del conquistador ha de ser poblar."

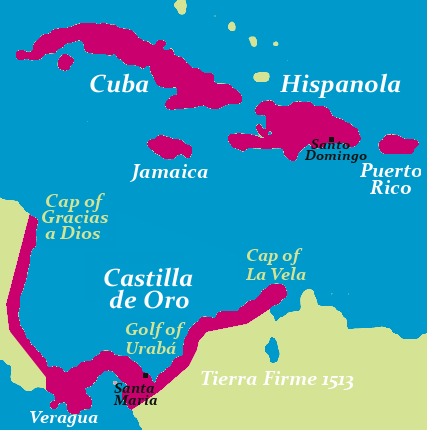
Castilla del Oro en 1513.

Con el segundo viaje de Colón, entre 1493 y 1496, ya se crearon los primeros asentamientos de colonos en La Española. El 6 de enero de 1494 se fundó, oficialmente, la primera ciudad española en América, a la que denominaron La Isabela, en honor de la reina Isabel de Castilla.
Prácticamente, desde el primer momento, se empezaron a plantear las formas de urbanismo, primeramente de forma vaga, como en las Instrucciones de Poblamiento dictadas por el rey Fernando el Católico a Pedrarias Dávila en 1513, para la colonización del territorio de Castilla del Oro:

"Habéis de repartir los solares del lugar para hacer las casas, y éstos han de ser repartidos según las calidades de las personas, y sean de comienzo dados por orden; por manera que, hechos los solares, el pueblo parezca ordenado, así en el lugar que se dejare para la plaza, como el lugar en que hubiere la iglesia, como en el orden que tuvieren las calles; para los lugares de nueva fundación se podrán dar las órdenes oportunas desde el principio y de ese modo quedarán en orden sin ningún coste o trabajo adicional, pues si no el orden no podrá introducirse jamás."

## Plan hipodámico en el Nuevo Mundo
En disposiciones más concretas como en la Ordenanza real de Carlos I de España en 1523, se va conformando un corpus legal donde se configura con regularidad el trazado en plan hipodámico de la fundación de las nuevas ciudades. Esta Ordenanza establece: 

Y quando hagan la planta del lugar, repártanlo por sus plaças, calles y solares a cordel y regla, començando desde la plaça mayor, y sacando desde ella las calles a las puertas y caminos principales, y dexando tanto compás abierto, que aunque la población vaya en gran crecimiento, se pueda siempre proseguir y dilatar en la misma forma.

Se delimita el modelo de ciudad fundada por los colonizadores españoles, que responde al modelo clásico de trazado geométrico regular, el denominado plan hipodámico, que fue el modelo que se expandió desde las poleis griegas, pasando por las ciudades romanas y que desembocaría, pasando por el modelo teórico renacentista, hasta el patrón que, con variantes, se consolidaría en la traza de la ciudad granadina de Santa Fe, fundada por los Reyes Católicos en 1491. A este antiguo campamento temporal cristiano que asediaba la ciudad nazarí de Granada, los reyes se empeñaron en hacerlo ciudad, de sólida construcción, como prueba de que esta vez iba a ser el lugar desde donde se efectuara el último y definitivo asalto, y la conquista de Granada en 1492, último reducto musulmán en la península ibérica. 
El trazado urbano de Santa Fe se aproxima a las formas ortogonales, en ángulos rectos, organizándose a partir de dos calles longitudinales y una transversal en cuyo cruce aparece la plaza, donde se ubican edificios civiles y eclesiásticos. Un poco posteriormente, la ciudad de San Cristóbal de La Laguna en la isla de Tenerife, fundada entre 1496 y 1497 por el adelantado Alonso Fernández de Lugo, sigue los procedimientos de «nueva población» que la Corona de Castilla establecía en las expediciones de conquista. Este modelo, en forma de retícula, fue experimentado en las recientemente conquistadas islas Canarias y serviría también como antecedente de la gran mayoría de las nuevas ciudades virreinales durante las posteriores conquistas de los castellanos en América y Asia.

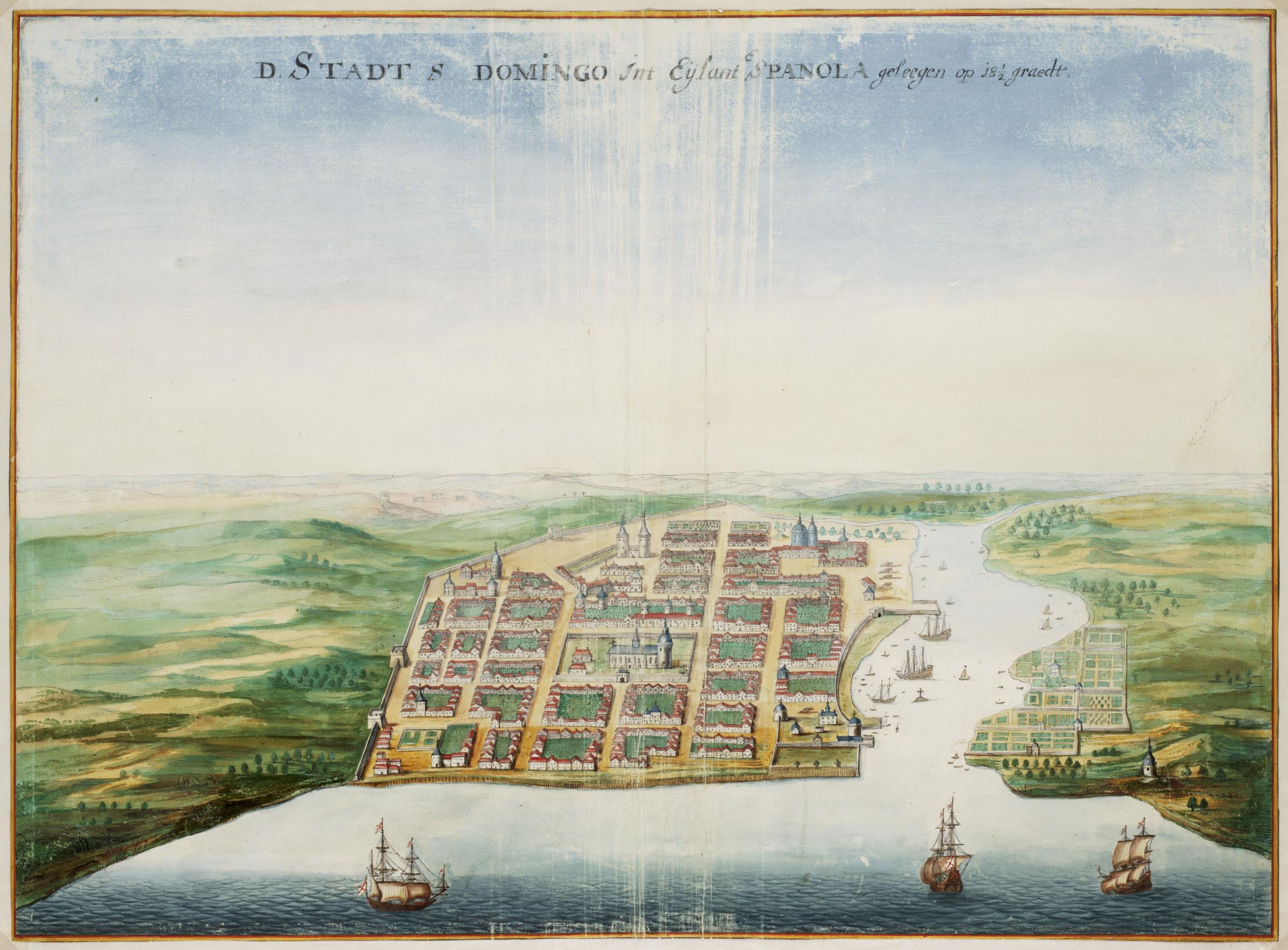
Plano de la ciudad de Santo Domingo en 1665.

Sin embargo, la idea de trazar una ciudad en forma de parrilla no es exclusiva de los europeos. La idea también se encuentra en América, especialmente en las ciudades antiguas de los aztecas y mayas.
A partir de 1496 los habitantes de la ciudad de La Isabela empezaron a marcharse y a emigrar a otras partes de la isla y en 1500 había sido abandonada del todo, y nunca más volvió a ser habitada. La ciudad virreinal de Santo Domingo, hoy en la República Dominicana, fue fundada en 1498, considerada la ciudad más antigua del Nuevo Mundo todavía existente y es un excelente arquetipo de este estilo urbanístico y arquitectónico virreinal, con sus calles en parrilla.
Con respecto a la planificación de las ciudades, sucesivas ordenanzas tenían detalles sobre la ubicación preferida de una nueva ciudad y su ubicación en relación con el mar, las montañas y los ríos. También detallaba la forma y medidas de la plaza central tomando en cuenta el espaciamiento para propósitos comerciales, así como el espaciamiento para las fiestas o para los militares, que en ocasiones implicaban la utilización de caballos. Además de especificar la ubicación de la iglesia, la orientación de las vías que desembocan en la plaza principal, o hasta el ancho de las calles en relación con las condiciones climáticas. También se especificaba el orden en que se debía construir la ciudad.

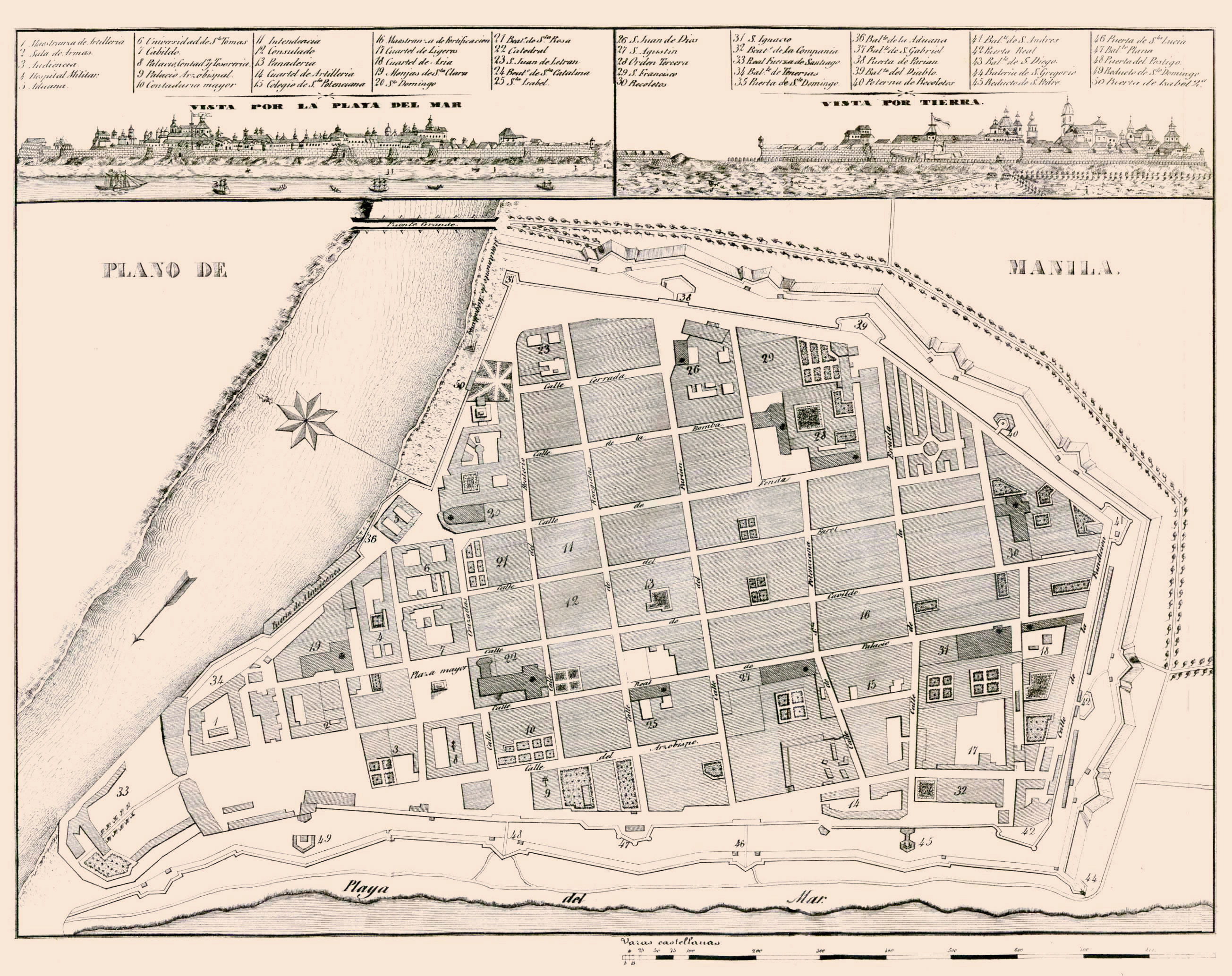
Mapa de la ciudad amurallada de Intramuros en Manila (Filipinas) con elementos de planificación virreinal introducidos en las Leyes de Indias.

En 1510 se fundó la ciudad de Nombre de Dios (Panamá); en 1515, Cumaná (Venezuela); en 1519, La Habana (Cuba); León (Nicaragua) y Granada (Nicaragua) en 1524; Panamá y Villa Rica de la Vera Cruz (México); en 1525, Santa Marta (Colombia); en 1531, Guadalajara (México); en 1533, Cartagena de Indias (Colombia); en 1534, San Francisco de Quito (Ecuador); en 1535, Lima (Perú); en 1536, Santa María del Buen Aire (Argentina); en 1537, Asunción (Paraguay); en 1538, Santa Fe de Bogotá (Colombia) y Villa de La Plata de la Nueva Toledo (Bolivia); en 1541, Santiago de Chile (Chile) en 1542, Mérida de Yucatán (México) en 1545, Potosí (Bolivia), en 1548, Nuestra Señora de La Paz (Bolivia); en 1548, Mendoza (Argentina); en 1565, San Agustín de la Florida (Estados Unidos). También en el continente asiático, se fundó en 1571 la ciudad virreinal de Intramuros, hoy un distrito de Manila (Filipinas).
La impresionante fundación de ciudades, en tan poco espacio de tiempo, se debió a la expansión y dinámica de la propia conquista, tanto desde un punto de vista militar (aprovisionamiento, cadena de comunicaciones, base para futuras exploraciones), político (centros administrativos), económico (reparto de tierras, comercio) o social (contacto entre colonos y nativos, adoctrinamiento social y religioso). Hacia 1575 el Consejo de Indias realizó un inventario y reconocimiento de los dominios donde constaba la importante emigración hacia «Las Indias», de alrededor de 100.000 españoles hasta el momento, lo que facilitó la fundación de las más de 500 ciudades en el conjunto de los territorios indianos. El número de ciudades fundadas alcanzó, con documentación fehaciente, las 230 en 1580 y hasta 330 ciudades en 1630, todas con asentamiento estable, y otras muchas sin estar convenientemente documentadas, por lo que el número real, probablemente sea de más del doble.
En 1573, Felipe II dicta, por medio del Consejo de Indias, las Ordenanzas de descubrimientos, nueva población y pacificación de las Indias, que recopilaba las ordenanzas y cédulas que desde ochenta años antes se habían ido emitiendo, incluyendo las emitidas por Carlos I en 1523. En ellas, buscando la estabilidad y el seguimiento de su poder, se precisa y reelabora el modelo urbanístico, reflejando la experiencia existente hasta entonces, aunque hay que tener en cuenta que la mayoría de las ciudades ya habían sido erigidas. Regulan, con inspiración vitrubiana y renacentista, el modelo de «ciudad ideal», la ordenación de los elementos que se van a encontrar en todas las ciudades del continente, como el trazado ortogonal de la malla vial, el ancho y orientación de las calles de acuerdo con el clima, la dimensión de las manzanas urbanas, la manzana urbana vacía para ser usada como plaza municipal y la situación de las iglesias principales y secundarias, la construcción de la iglesia sobre el costado oriental de la manzana, porque el rito católico requiere que el altar se encuentre orientado hacia el este. También se regula la ubicación de las plazas en función de que la localidad sea costera o esté en el interior, además de las correspondientes reservas de terrenos comunales y otras.
Las primeras fundaciones, por las necesidades del momento, fueron factorías fortificadas, que sirvieron de plataforma de intercambios comerciales y de seguridad, y la base sobre la que se lanzaron a la exploración de nuevos territorios. Cuando la situación se pensaba estabilizada, se procedía a poblamientos, en los que se fue imponiéndose el modelo ordenancista. Así, principalmente, por la urgencia en dar cobijo a los primeros colonos españoles, hubo fundaciones de ciudades que, al principio, no se ajustaron al modelo definitivo hipodámico, como en La Isabela, la primera fundación de Santo Domingo, Caparra (Puerto Rico) en 1508, Sevilla la Nueva (Jamaica) en 1509 o Santa María la Antigua del Darién (Panamá) en 1510. En la segunda fundación de Santo Domingo ya se evidenciaría la forma en parrilla y la ubicación de los edificios principales junto a la plaza.
Para lograr tanto un efecto de inspirar asombro entre los pueblos indígenas de América, como de crear un paisaje legible y gestionable militarmente, los primeros colonizadores utilizaron y ubicaron la nueva arquitectura dentro de los paisajes urbanos planificados y los complejos dedicados a las misiones. Muchas de las ciudades levantadas se acomodaron en centros ya existentes de las grandes civilizaciones indígenas, aunque sin aprovechar casi nunca su diseño original. En otros casos, su ubicación se estableció por razones económicas, como es el caso de explotaciones mineras o por ser estratégicas comercial y militarmente, como el caso de las ciudades con puerto de mar.
El acto de fundación y poblamiento estaba regulado y debía recogerse en un acta notarial que incluía «la asignación de los solares destinados a vivienda, el trazado de calles y plazas, el repartimiento de ejidos, tierras de labor y ganado, la constitución del primer cabildo, la fijación de tributos y las encomiendas de indios.»
La ciudad virreinal española fue la base de la vida administrativa y política del territorio asignado a los virreinatos españoles, y surge, entre otras, de la necesidad de organizar, política, social, económica y militarmente, la gestión de los nuevos territorios que se van descubriendo. En ellas, en su caso, se situaron las sedes de los organismos civiles y eclesiásticos.

## Modelo clásico de la ciudad hispanoamericana

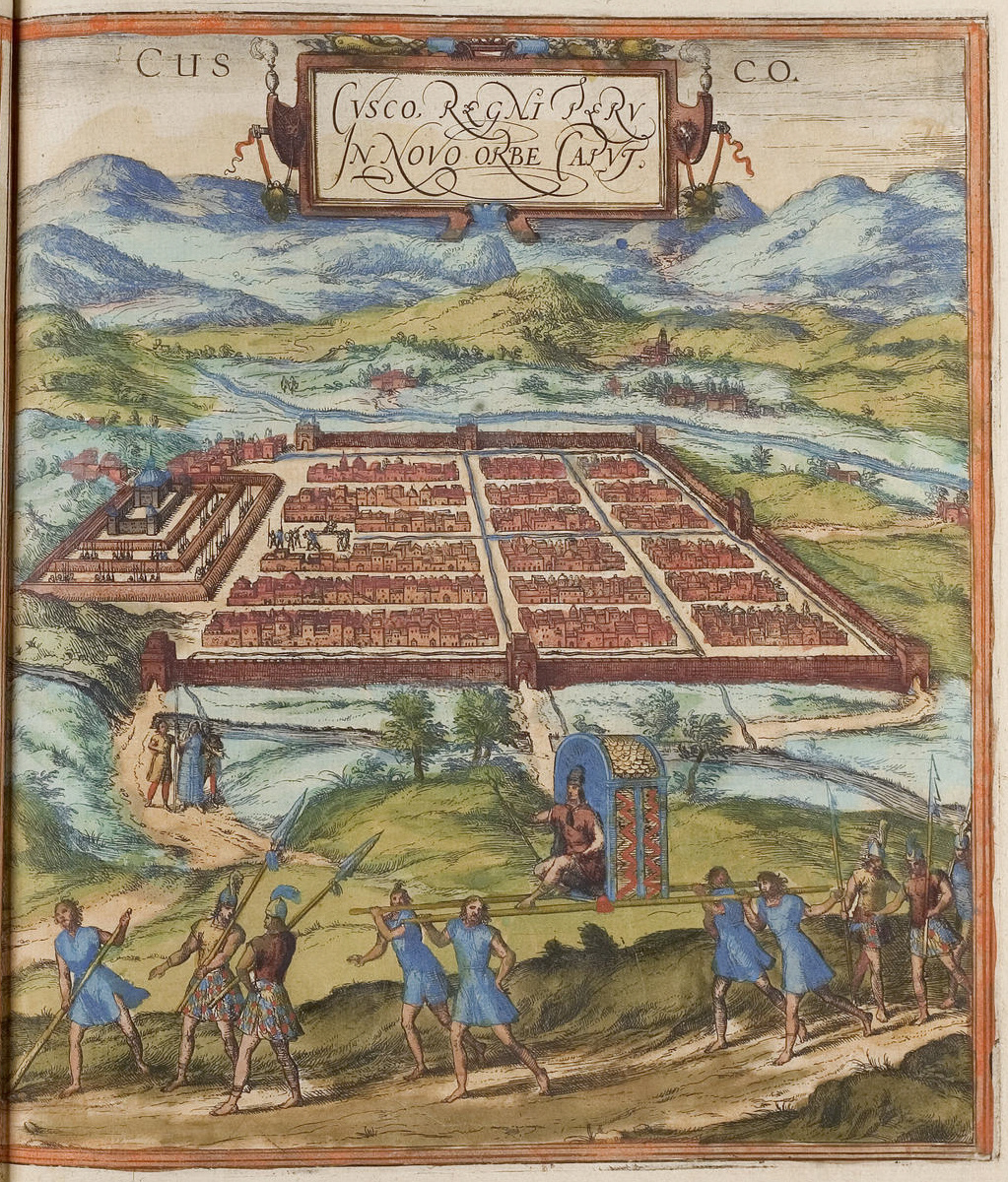
Cuzco (Perú), en una lámina de Civitates orbis terrarum (segunda mitad del siglo xvi).

Aunque no puede decirse que haya un modelo de ciudad que se repita sistemáticamente, al menos, existen unas características comunes que llevan a considerar la forma en que se construyeron las ciudades virreinales españolas y que el historiador argentino Jorge Enrique Hardoy definió como «modelo clásico de la ciudad hispanoamericana». Consta de un trazado geométrico, a cordel, en torno a una plaza mayor, que sería el corazón y centro geométrico y simbólico de la ciudad, y en su perímetro estarían los edificios de poder como el palacio virreinal o equivalente, cabildo, catedral o equivalente y palacio de justicia. Allí se celebraban las fiestas y el mercado. En las calles que la rodean, estarían las residencias de los principales funcionarios civiles y religiosos, como los conquistadores y oficiales reales y los vecinos más importantes de la ciudad. Los principales negocios también se ubican en torno a este zona central. También facilitaba la defensa, ya que al disponer de calles rectas hacia las puertas de la ciudad, permitía una mejor vigilancia y acudir con refuerzos, rápidamente, a cualquier punto en que fuese necesario.
La parcelación más común se establece por medio de calles rectas que se cortan formando principalmente manzanas trapezoidales (retícula), rectangulares (retícula ortogonal) o cuadradas (cuadrícula). Al último caso, el más numeroso y representativo, es el que se denomina «cuadrícula española». Irradiadas desde la plaza principal, las cuadrículas podían extenderse a medida que crecía el asentamiento, impedidas solo por la geografía.
Las Leyes de Indias ordenan «que siempre se lleve hecha la planta del lugar que se ha de fundar», especifican el trazado y proponen un patrón de asentamiento basado en la posición social, donde las personas de mayor estatus social vivan más cerca del centro de la ciudad, el centro del poder político, eclesiástico y económico. El censo de 1790 para la Ciudad de México indica que en el trazado central, efectivamente había una mayor concentración de españoles, pero no constaba una segregación absoluta, racial o de clase, en la ciudad, especialmente porque los hogares de la élite generalmente tenían sirvientes no blancos.

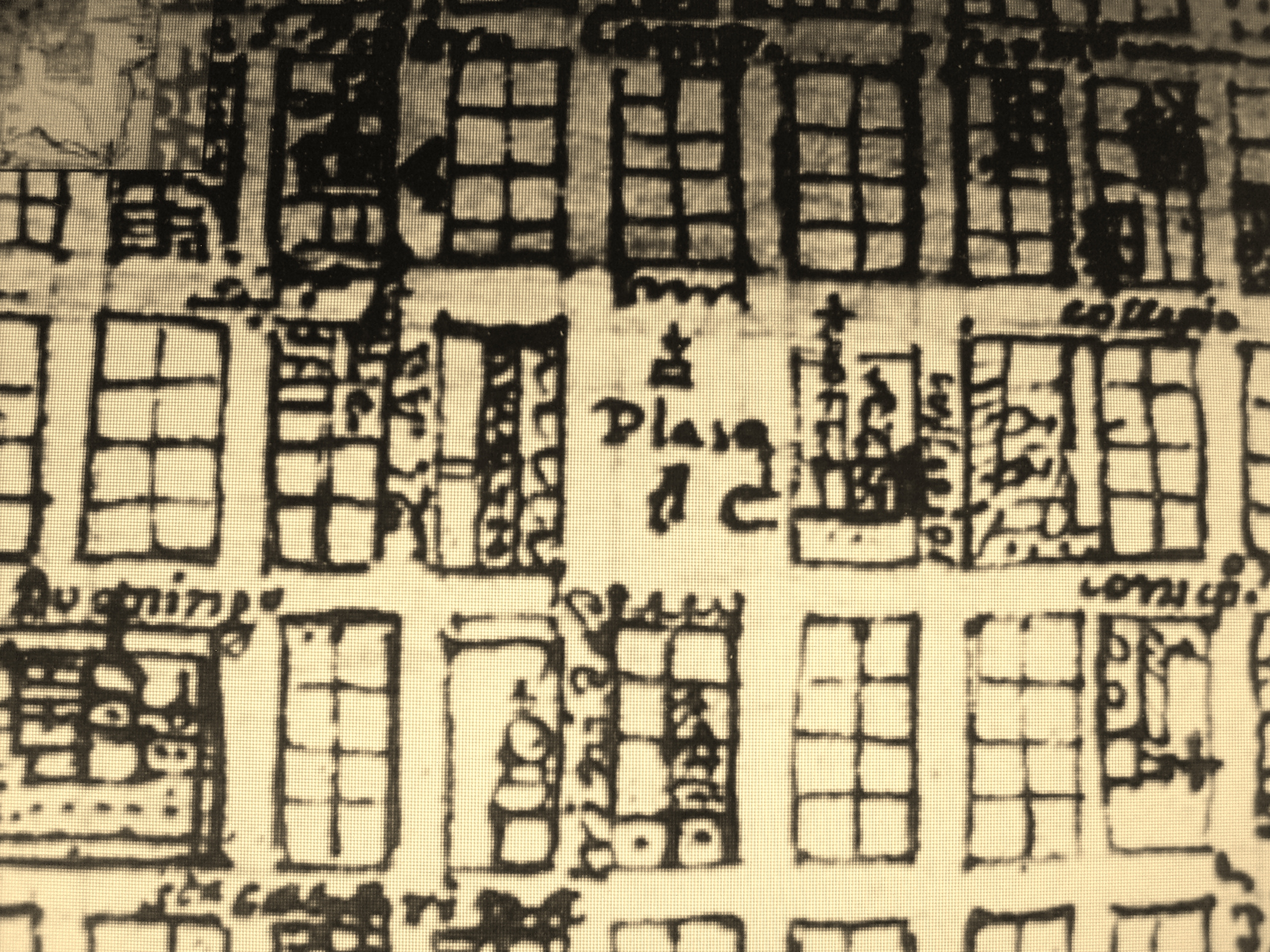
Plano de la ciudad de Puebla de los Ángeles (México) en 1698.

Las cuadrículas no se limitaron a los asentamientos urbanos, puesto que las reducciones y las congregaciones indianas se crearon de una manera similar en forma de cuadrícula para los indígenas con el fin de organizar estas poblaciones en unidades más manejables con fines de tributación, eficiencia militar y enseñanza a los indígenas la forma de vida de los españoles.
Cuando las ciudades modernas de la América Hispana han crecido, se han borrado o mezclado la organización espacial y social estándar anterior del paisaje urbano. Las élites no siempre viven más cerca del centro de la ciudad y el espacio puntual que ocupan los ciudadanos no está necesariamente determinado por su estatus social. La plaza central, las calles anchas y un patrón de cuadrícula siguen siendo elementos comunes en Ciudad de México y Puebla de los Ángeles. No es raro que en las ciudades fundadas en la actualidad, especialmente aquellas en las áreas más remotas de América, se haya conservado el 'diseño de tablero de ajedrez' incluso hasta el día de hoy.
Ciudad de México es un buen ejemplo de cómo se siguieron estas ordenanzas al diseñar la ciudad. Anteriormente capital del imperio azteca, Tenochtitlan fue capturada y puesta bajo dominio español en 1521. Tras la noticia de la conquista, el rey envió instrucciones muy similares a la mencionada Ordenanza de 1513. En algunas partes las instrucciones son casi textuales a las anteriores, destinadas a orientar al conquistador (Hernán Cortés), sobre cómo trazar la ciudad y cómo asignar tierras a los españoles. Se señala, sin embargo, que aunque el rey pudo haber enviado muchas de esas órdenes e instrucciones a otros conquistadores, Cortés fue quizás el primero en implementarlas. Insistió en llevar a cabo la construcción de una nueva ciudad donde había estado la capital del Imperio, e incorporó características de la antigua plaza en la nueva cuadrícula. Se logró con mucho acierto al estar acompañado por hombres familiarizados con las instrucciones reales y el sistema de cuadrícula. También es cierto es que Cortés completó la planificación y estaba en camino de terminar la construcción de la Ciudad de México antes de que llegaran las ordenanzas reales dirigidas específicamente a él. Hombres como Cortés y Alonso García Bravo que tenía el grado de geómetra y que había construido diversas fortificaciones anteriormente, jugaron un papel crucial en la creación de un paisaje urbano de las ciudades del Nuevo Mundo tal como las conocemos hoy.

## Plaza mayor

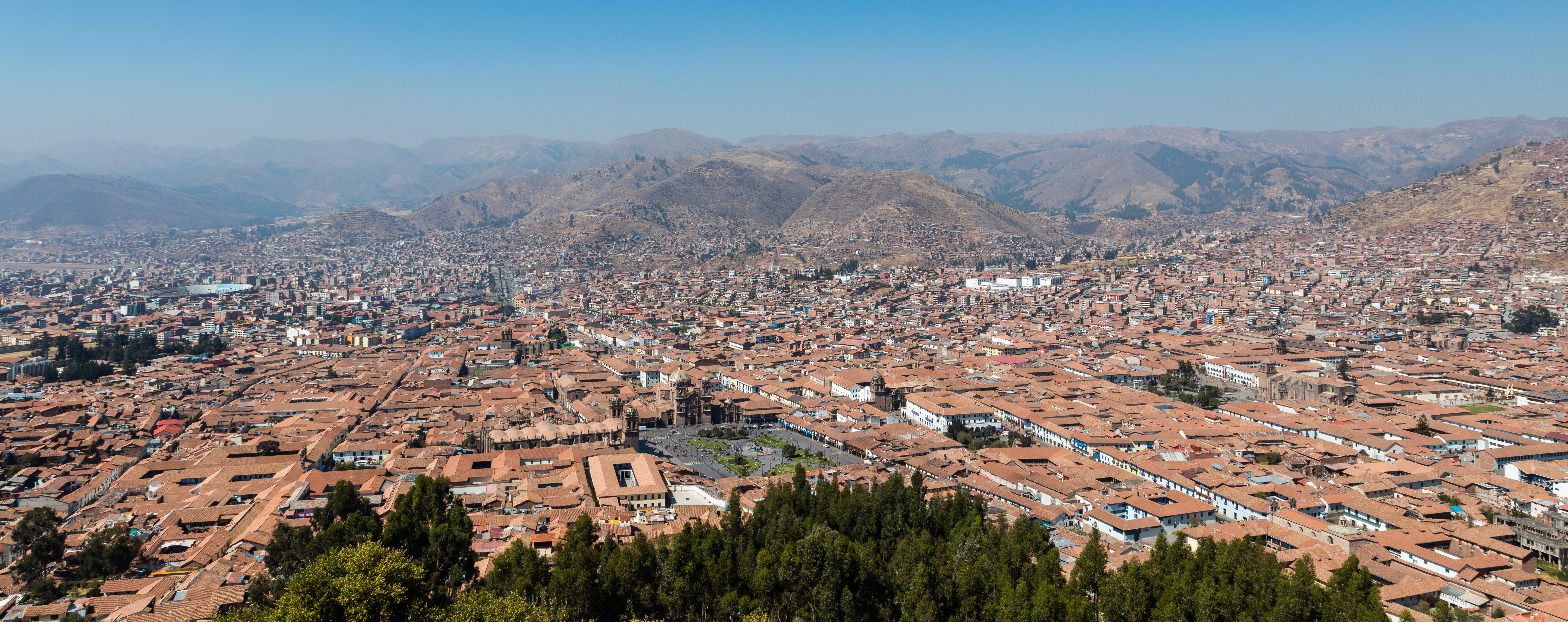
Vista de la Plaza de Armas del Cuzco, en el centro, desde Saqsayhuamán.

Ya muy temprano desde las Instrucciones de Poblamiento del rey Fernando el Católico en 1513 y las Ordenanzas del rey Carlos I en 1523 se destacaba el importante papel de la plaza mayor: 

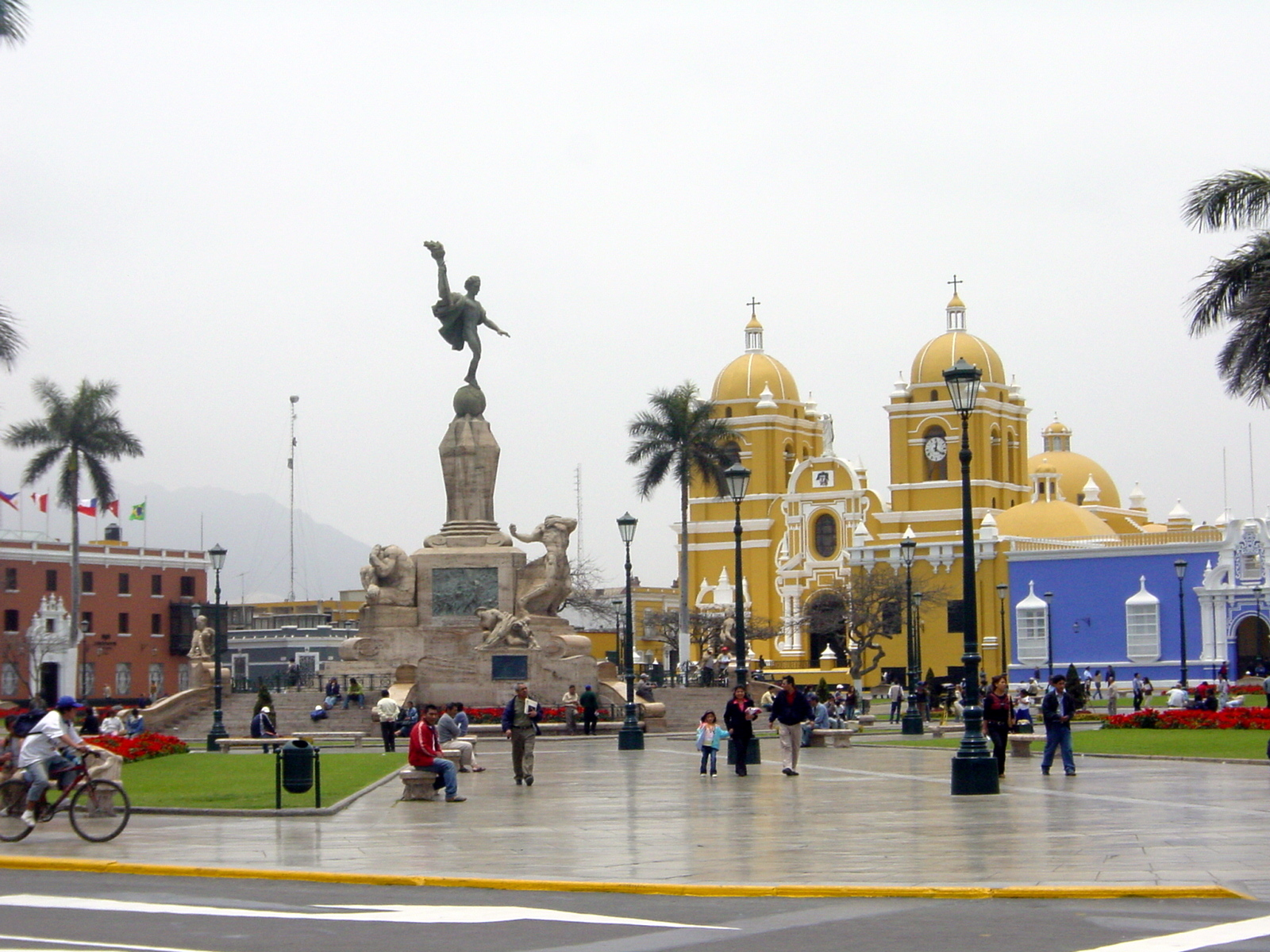
Plaza de Armas de Trujillo con vistas de su catedral.

... Comenzando desde la plaza mayor, y sacando desde ella las calles a las puertas y caminos principales,...
Dentro del trazado urbano, se dejaba libre de edificación, una de las manzanas centrales para poder edificar en su entorno los principales edificios gubernamentales, administrativos y eclesiásticos. Allí se desarrollan las principales actividades económicas, además de servir para el mercado semanal o para realizar allí las diversiones y festejos, como incluso, las corridas de toros. Es un lugar para ver y ser visto, sobre todo después de la salida de misa los domingos y también es el lugar desde donde se pregonan los bandos, avisos y prohibiciones.
También, en las plazas mayores de las capitales más importantes podían tener lugar grandes conmemoraciones que eran adornadas con arte efímero, como cuando para conmemorar la Paz de Aigues-Mortes entre Carlos V de España y Francisco I de Francia se celebraron grandes fiestas en la plaza mayor de México, denominada también El Zócalo. La plaza fue embellecida con una reproducción de bosques, con árboles, arbustos, flores y multitud de pájaros. También se hacían simulaciones de batallas célebres que exaltaban los triunfos de la monarquía hispánica.
En algunos casos, se aprovechó el lugar donde tenían lugar las ceremonias de las civilizaciones prehispánicas para levantar, estructurar y construir edificios en torno a la nueva plaza mayor, como en el caso donde se realizaban ritos propios del incanato, en la ciudad de Cuzco.
La plaza mayor se convierte en el elemento básico de la estructuración y generación de la propia ciudad que se organiza en torno a ella. Se la llama también plaza de armas, porque allí formaban y hacían ejercicios las tropas que estaban de guardia. Se la suele considerar el elemento más característico de la ciudad virreinal.

## Iglesias y misiones
Véase también: Misiones españolas en California, Monasterios en las faldas del Popocatépetl, Misiones franciscanas de la Sierra Gorda de Querétaro y Monasterios mendicantes en México.

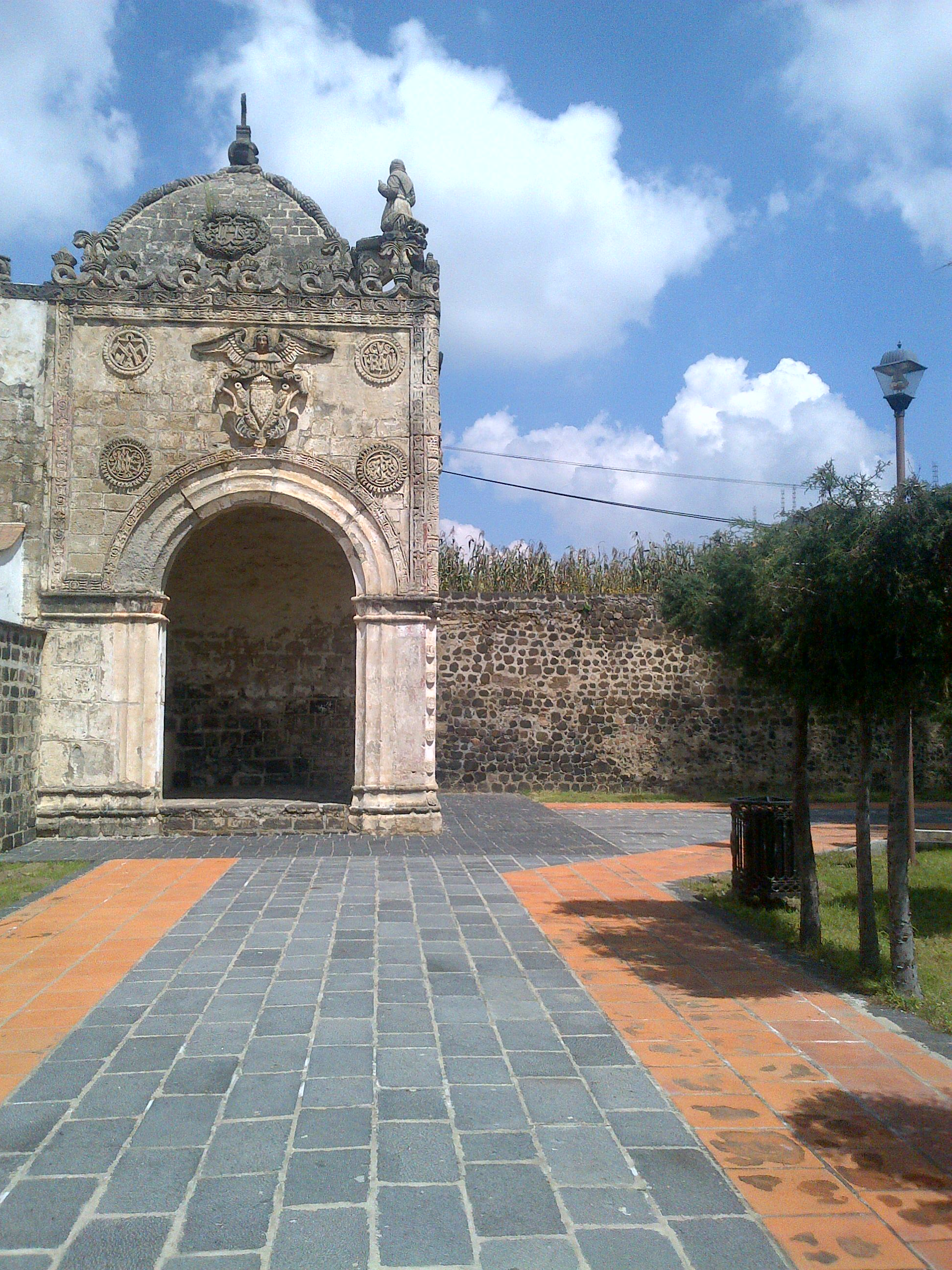
Capilla posa dedicada a san Francisco en la esquina norte del exconvento de San Andrés Calpan.

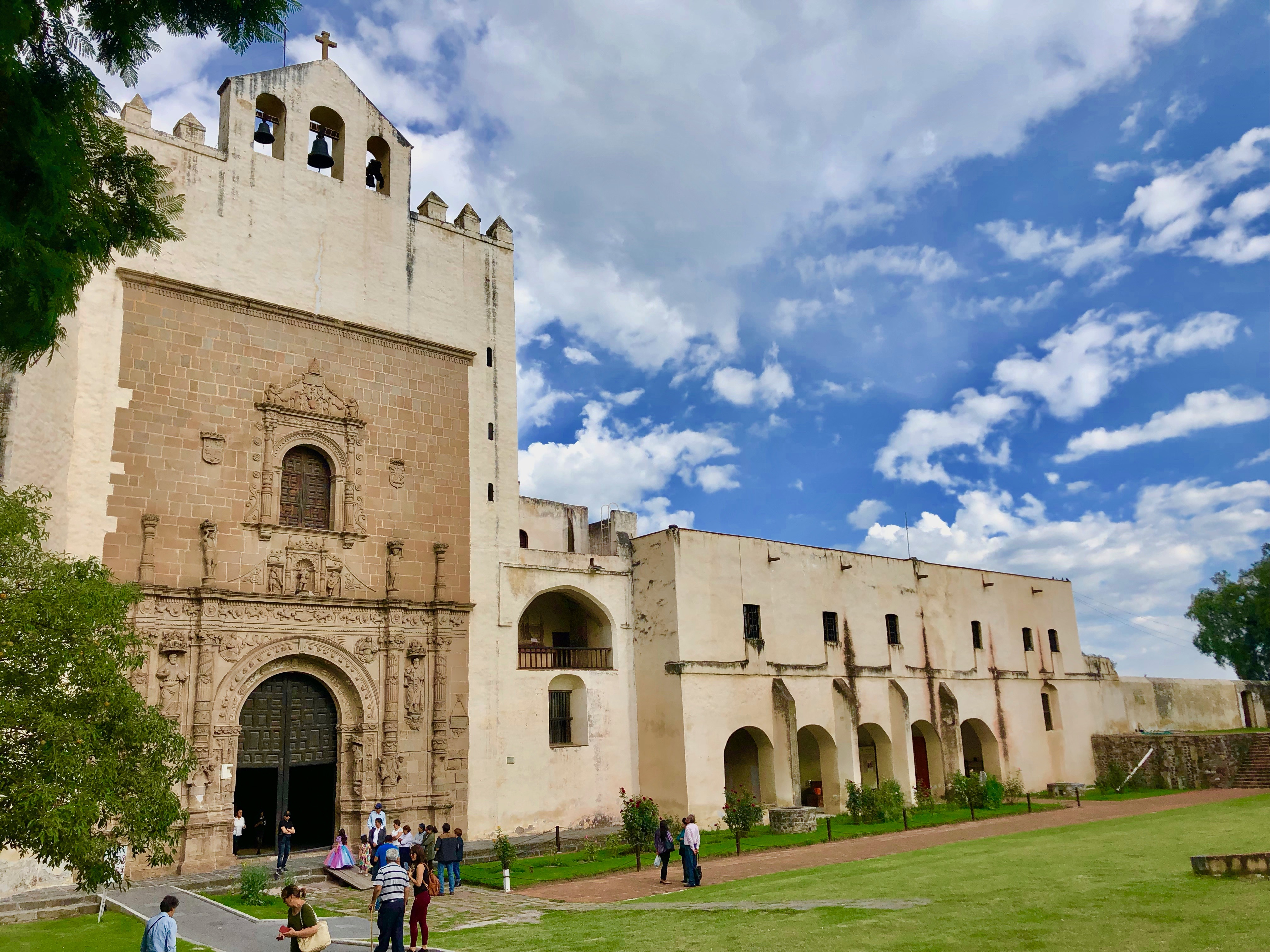
Templo y exconvento de San Agustín (Acolman).

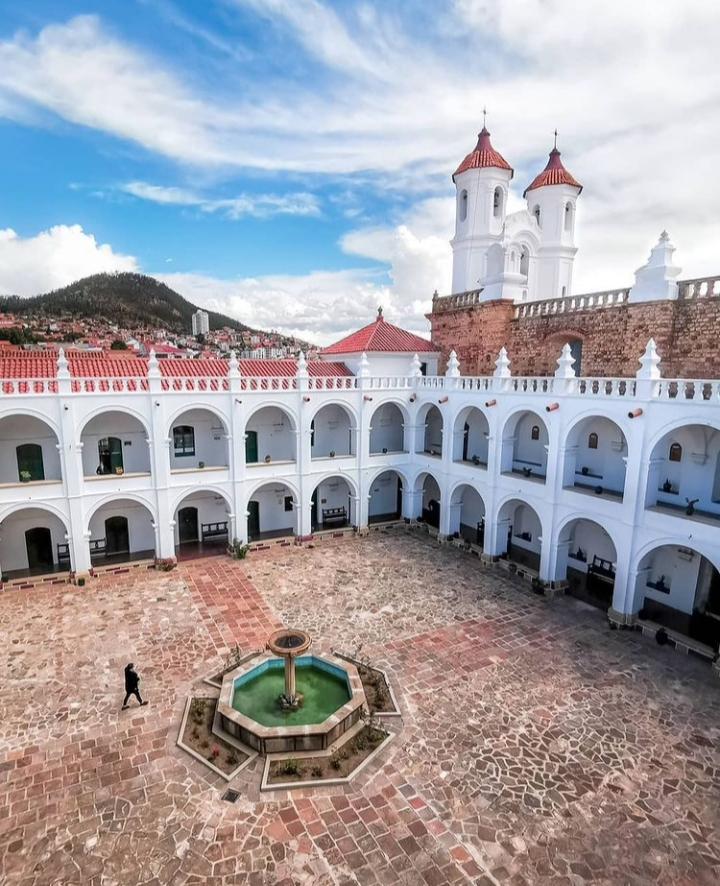
Convento de San Felipe de Neri en Sucre, Bolivia.

Las bulas Inter caetera imponían como deber público la «evangelización de los infieles», como raíz y fundamento de la colonización. Ya en el segundo viaje de Colón se incluyeron misioneros, que fueron enviados cada vez en mayor número con este objetivo. En lugares con densos asentamientos indígenas, como en el centro de México, las órdenes mendicantes (franciscanos, dominicos y agustinos) construyeron iglesias, preferentemente, en los sitios de los templos prehispánicos. Era el sistema ya habitual en la península ibérica y en otros países, la de construir iglesias en lugares que habían sido anteriormente paganos.
Las nuevas iglesias y complejos misioneros, buscaban maximizar su efecto en términos de posición y dominio de los edificios o el paisaje circundantes. Para que eso fuera posible, tenían que estar ubicados estratégicamente, o bien en el centro de una plaza de la ciudad o en uno de los puntos más alto del paisaje. Estas características son comunes y también se pueden encontrar en casi todas las ciudades y pueblos de España.
En el período inicial, había tantos neófitos indígenas que asistían a misa que solo podía hacerse fuera de la iglesia, por lo que se construyeron grandes atrios al aire libre, y ante capillas abiertas. Se tapiaba un espacio dentro del complejo eclesial para crear un espacio sagrado ampliado sin grandes gastos de construcción. En el atrio se emplazaban las capillas posas, como elemento dinámico en la estructuración espacial. Era no solo por falta de espacio cubierto, sino porque los indígenas estaban acostumbrados, en las religiones prehispánicas, a realizar las ceremonias al aire libre. Esta solución arquitectónica se encuentra en toda Hispanoamérica, resultando las más ricas y decoradas las situadas en México.
Se utilizaba mano de obra indígena en la construcción, puesto que el lugar sagrado de una comunidad era un símbolo y encarnación de esa comunidad. Trabajar para crear estas estructuras no era necesariamente una carga no deseada. Dado que México experimentó muchas epidemias a lo largo del siglo xvi que tuvieron como consecuencia una disminución importante de la población indígena en el centro de México, a menudo existían iglesias construidas por pocos indios, como la iglesia agustina de Acolman, México. Esta iglesia, con un repertorio renacentista en su portada, con columnas abalaustradas, se ha puesto en relación con la española Colegiata de Santa María la Mayor de Calatayud, en la provincia de Zaragoza.
Las diferentes órdenes mendicantes tenían distintos estilos de construcción. Los franciscanos construían grandes iglesias para dar cabida a los nuevos neófitos, pero eran las más sobrias, las iglesias dominicas tenían cruceros y estaban muy ornamentadas, mientras que las iglesias agustinas, que no habían hecho voto de pobreza, eran caracterizadas por sus críticos, como opulentas y suntuosas, y cubrían sus conventos de pinturas murales.
Las iglesias de las misiones tenían, a menudo, un diseño simple. A medida que los mendicantes fueron expulsados del centro de México y los jesuitas también habían empezado a evangelizar a los pueblos indígenas del norte de México, se construyeron iglesias de misiones como parte de un complejo más grande misional, con viviendas y talleres para los indígenas residentes. A diferencia del centro de México, donde se construyeron iglesias en los pueblos indígenas existentes, en la frontera donde los indígenas no vivían en dichos asentamientos, se creó el complejo misional.
En Centroamérica, las iglesias se construían una vez fundada una ciudad, si fuese posible, donde ya existía un poblado indígena, como es el caso de la ciudad de Comayagua en Honduras, que se ubicaba en un valle densamente poblado por nativos, similar al caso del Valle de México. Las primeras iglesias que construyeron los franciscanos para evangelizar a la población fueron la Iglesia de la Merced de 1550, la Iglesia de San Francisco de 1560, y ya más tarde, en 1631, la Catedral de la Inmaculada Concepción de Comayagua. En el resto de América, las autoridades siguieron un patrón similar.

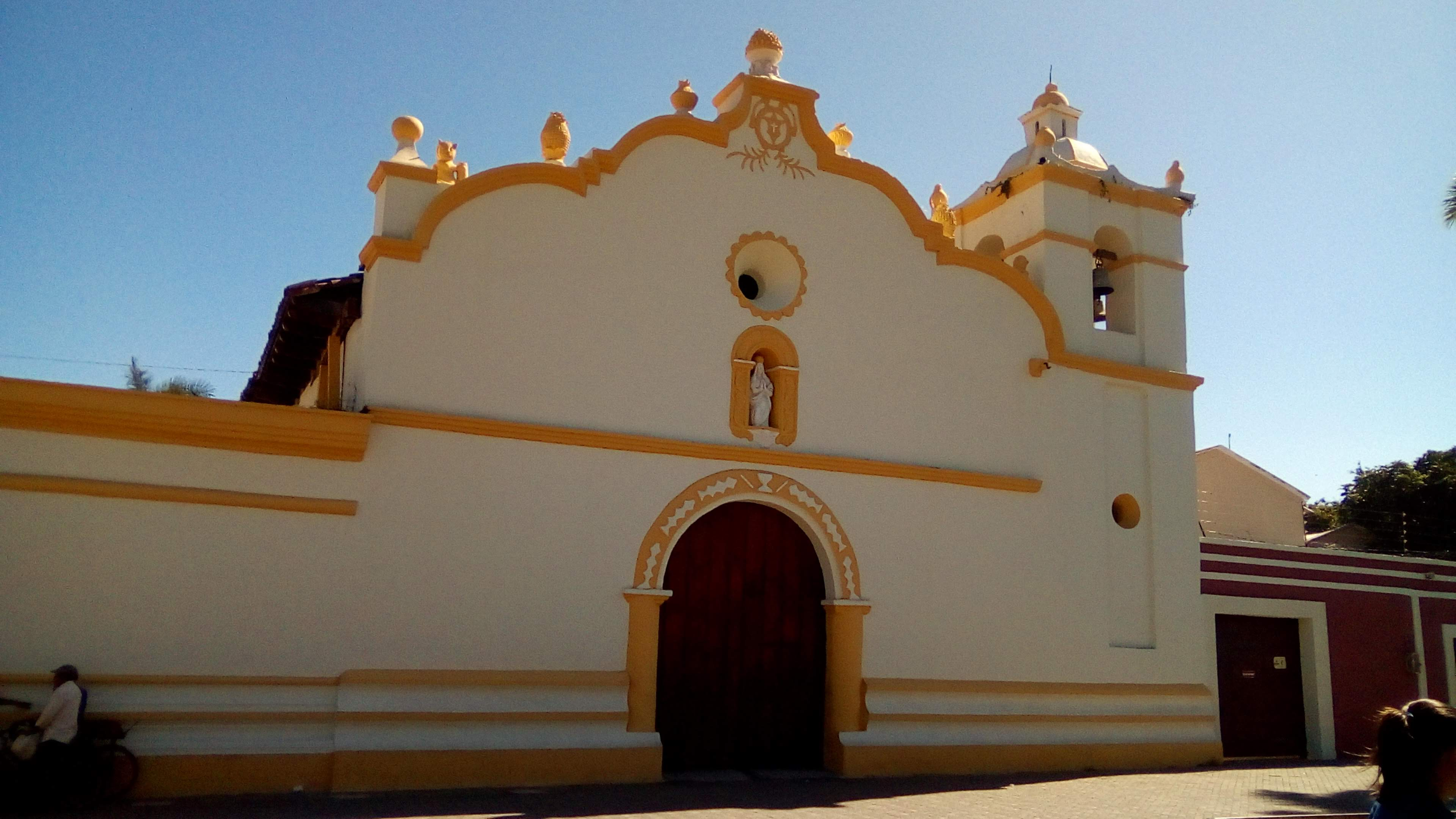
Iglesia de la Merced, construida en 1550 en la época virreinal de Nueva España. Iglesia más antigua de Honduras.
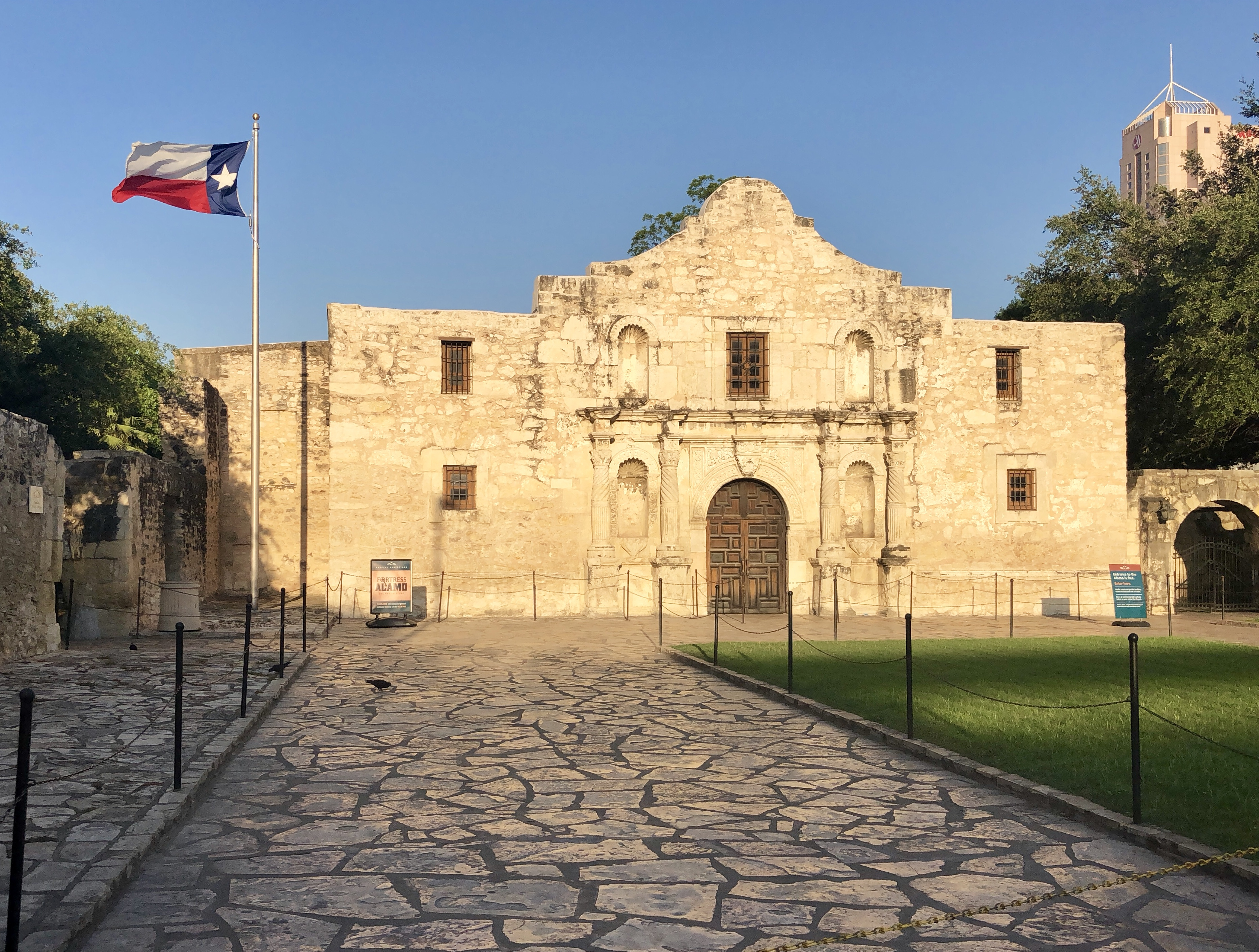
Misión de El Álamo (San Antonio, Texas, EE.UU.) Patrimonio de la Humanidad por la UNESCO.
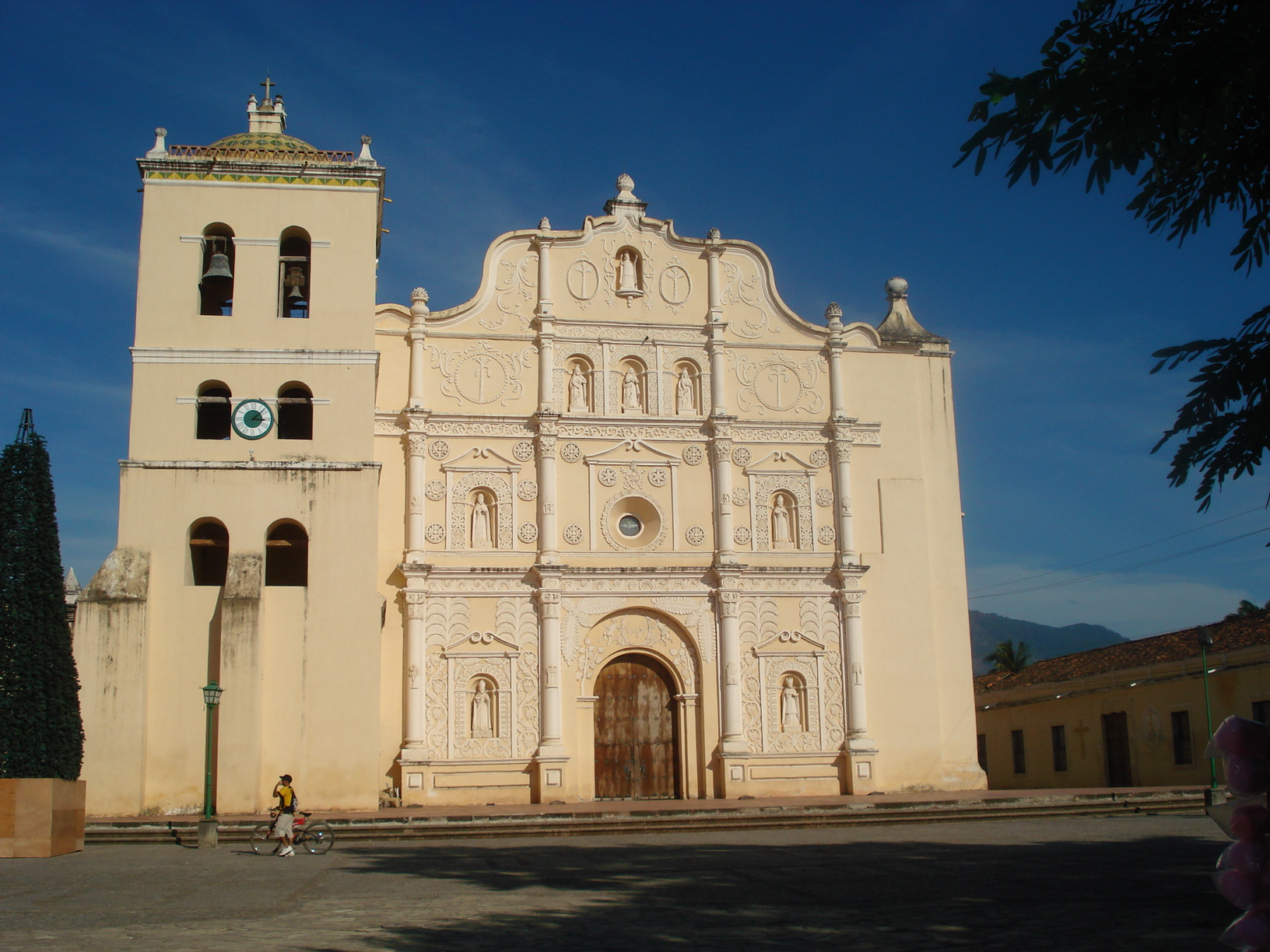
Catedral de la Inmaculada Concepción en Comayagua, Honduras.
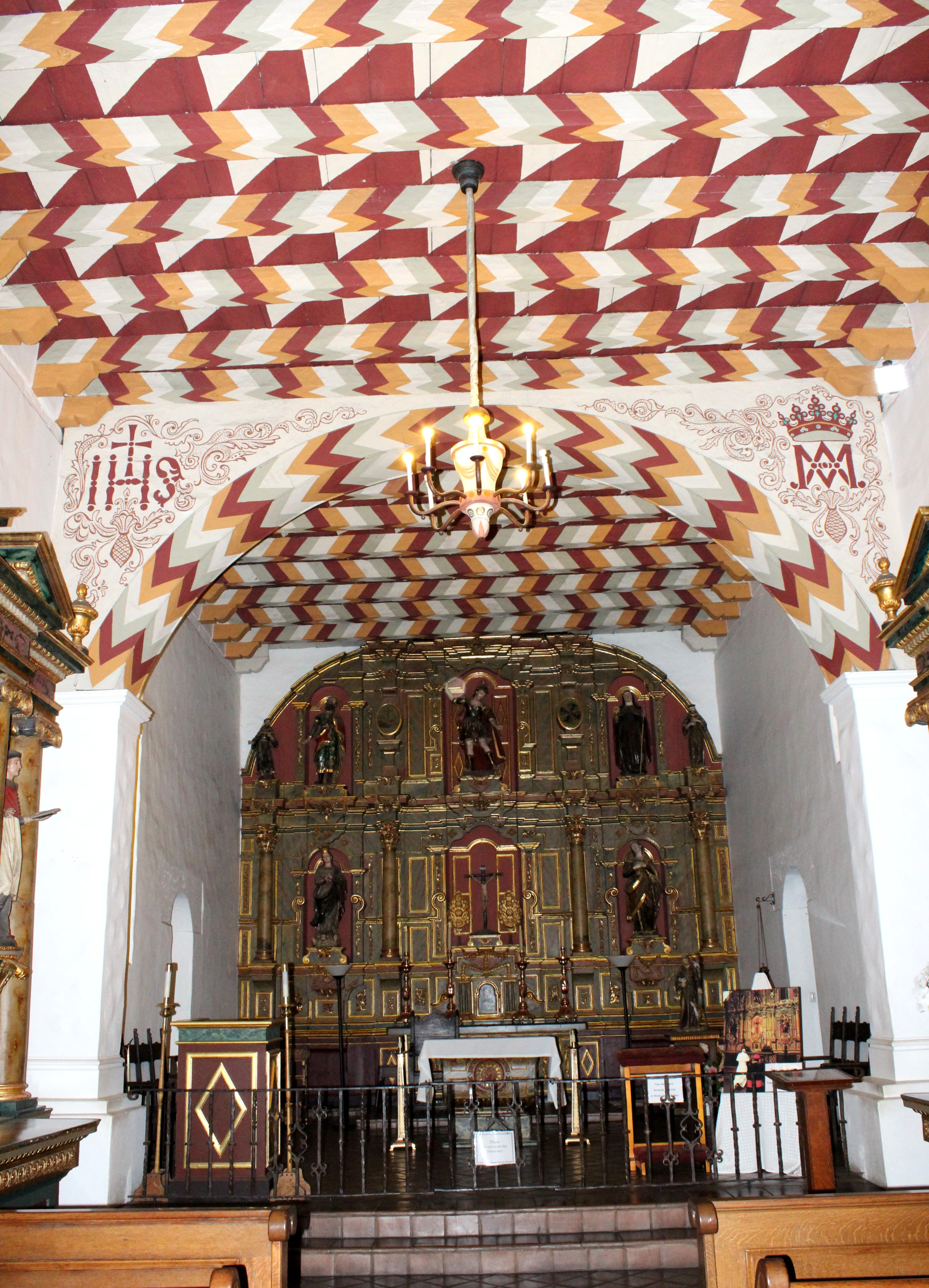
Interior de la misión de San Francisco de Asís o Dolores, edificio más antiguo de San Francisco, EE.UU.

## Catedrales

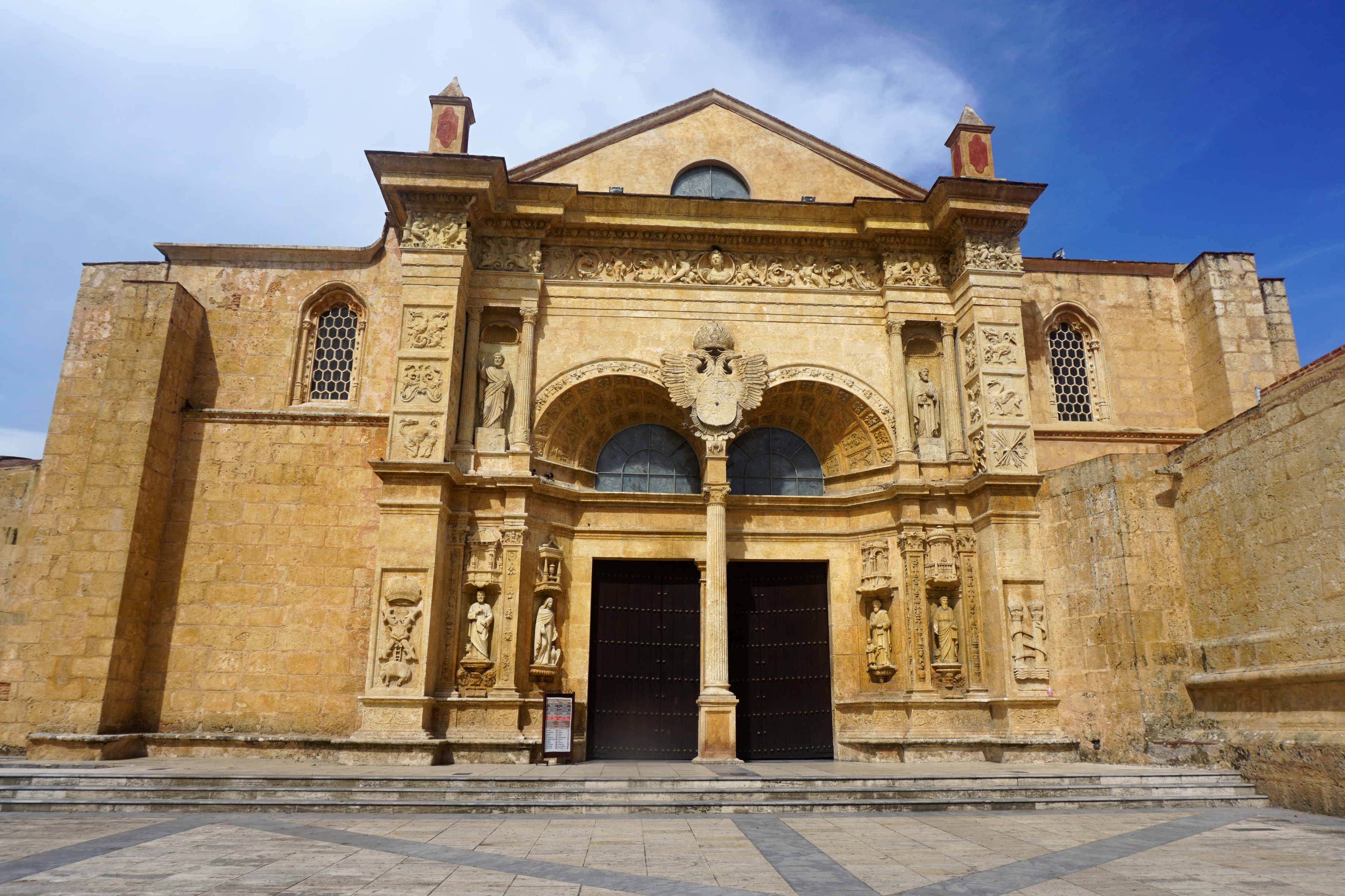
Fachada principal de la Catedral de Santo Domingo.

Las primeras catedrales que se construyeron en América se produjeron cuando la metrópoli estaba en plena reacción renacentista contra el plateresco. La primera catedral del continente se construyó en la que fue la primera capital de las Indias, Santo Domingo. Aunque parece que fue comenzada en 1521, la consagración de la misma se demoró hasta 1541. Empezada en estilo gótico tardío, consta de tres naves, la central, con bóveda de crucería, termina en ábside poligonal y las laterales, más estrechas, son rectangulares. La portada principal, tiene ya una tipología renacentista, con acumulación de temas clásicos. Aparecen los delicados temas de florones, vástagos rematados por roleos, flameros, vasos, y en el friso puttis enlazados con roleos y animales.
Será a finales del siglo xvi cuando se empiezan a gestar las bases del barroco hispanoamericano, y será la riqueza proporcionada, sobre todo, por las minas de Zacatecas (Virreinato de Nueva España) y de Potosí (Virreinato del Perú), junto a la creciente burguesía, la contrarreforma, impulsada por los jesuitas, las que permitirán inundar de arquitectura barroca el continente americano, entre los siglos xvii y xviii, aunque ya no se puede hablas de un solo barroco, sino de un Barroco Novohispano, un Barroco del Caribe, un Barroco Iberoamericano, debido por a las diferencias culturales multiétnicas. 

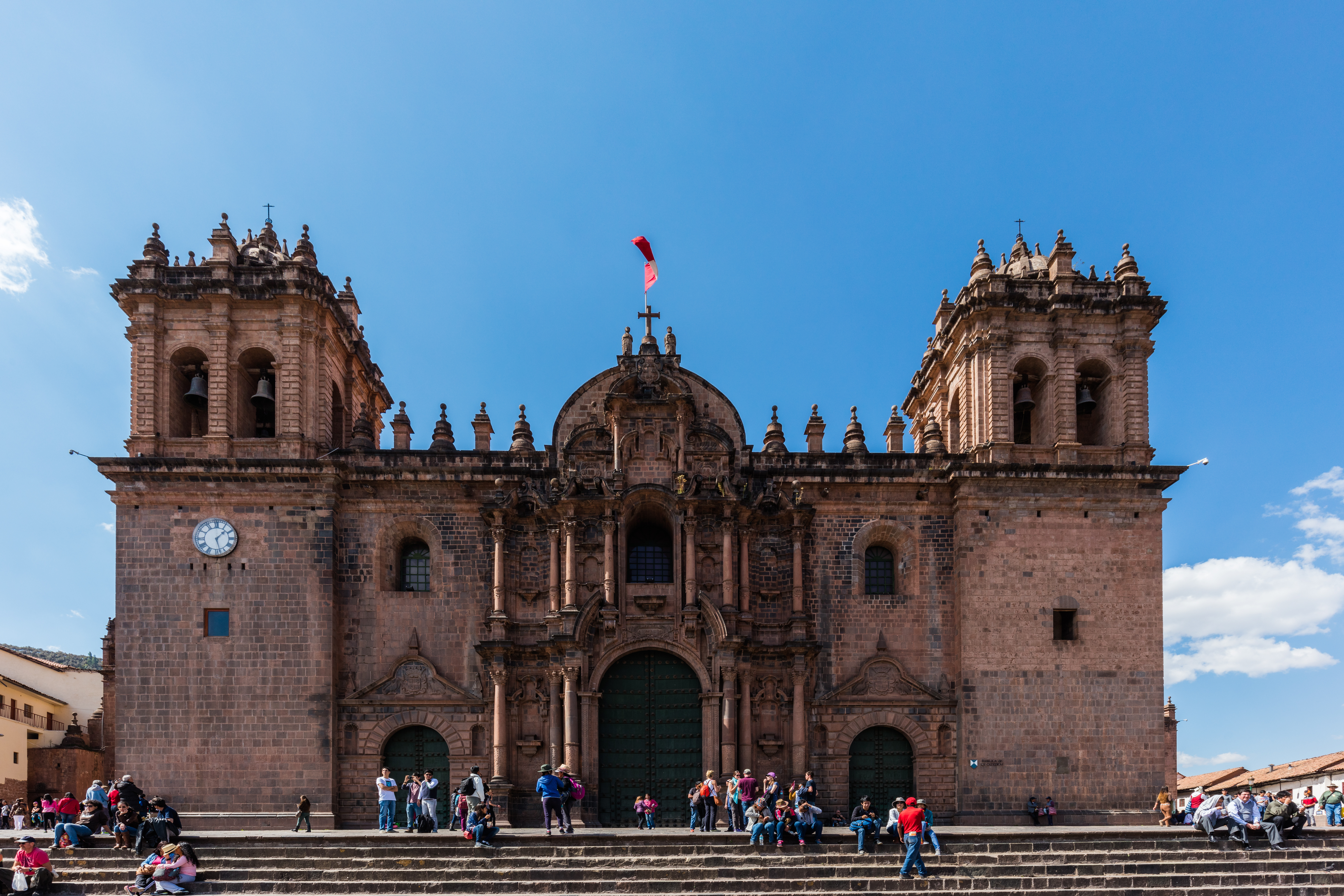
Fachada principal de la Basílica Catedral del Cuzco, en plena Plaza de Armas.

Será un barroco con características propias, un mestizaje entre el europeo y las tradiciones indígenas. Lo más notable es el gusto por una ornamentación exuberante. No busca el claroscuro como en el barroco europeo, sino que es arcaizante, plana y colorida, como si se tratase de un tapiz, aunque sigue el estilo barroco del horror vacui. La decoración puede ser del tipo de animales y frutos tropicales, como papagayos, piñas o papayas, de tipo renacentista, como sirenas y mascarones, de tipo prehispánico, como máscaras o pumas u otros símbolos cristianos o propiamente españoles.
Sin embargo, apenas hay diferencias en su planta. Las portadas-retablo, con antecedentes en la iglesia conventual de San Pablo en Valladolid o la fachada barroca de la Catedral de Santiago de Compostela, tuvieron gran predicamento en América. De alguna manera, pretende anunciar el retablo principal del interior de la iglesia, como si hubiese una nave ideal, invisible, en el exterior, según te vas acercando a ella. Y se adopta, sobre todo, en el barroco novohispano, un nuevo orden arquitectónico, el estípite.
México cuenta con treinta y tres catedrales, las más importantes, fundadas en el siglo xvi, son las de Mérida, Ciudad de México, Puebla y Guadalajara. De ellas, en las tres últimas, todavía se siguió completando en los dos siglos siguientes. 
La catedral de México se convertirá en el paradigma de la arquitectura virreinal. El arquitecto Francisco Becerra (1545-1605) levantará la catedral de Puebla según este modelo, con cuatro torres, luego marchará a Cuzco, donde participó en la construcción de su catedral, que se levantó sobre el palacio inca de Viracocha y más tarde en Lima, construirá su catedral, que se había iniciado entre 1560 y 1570.

## Arquitectura civil

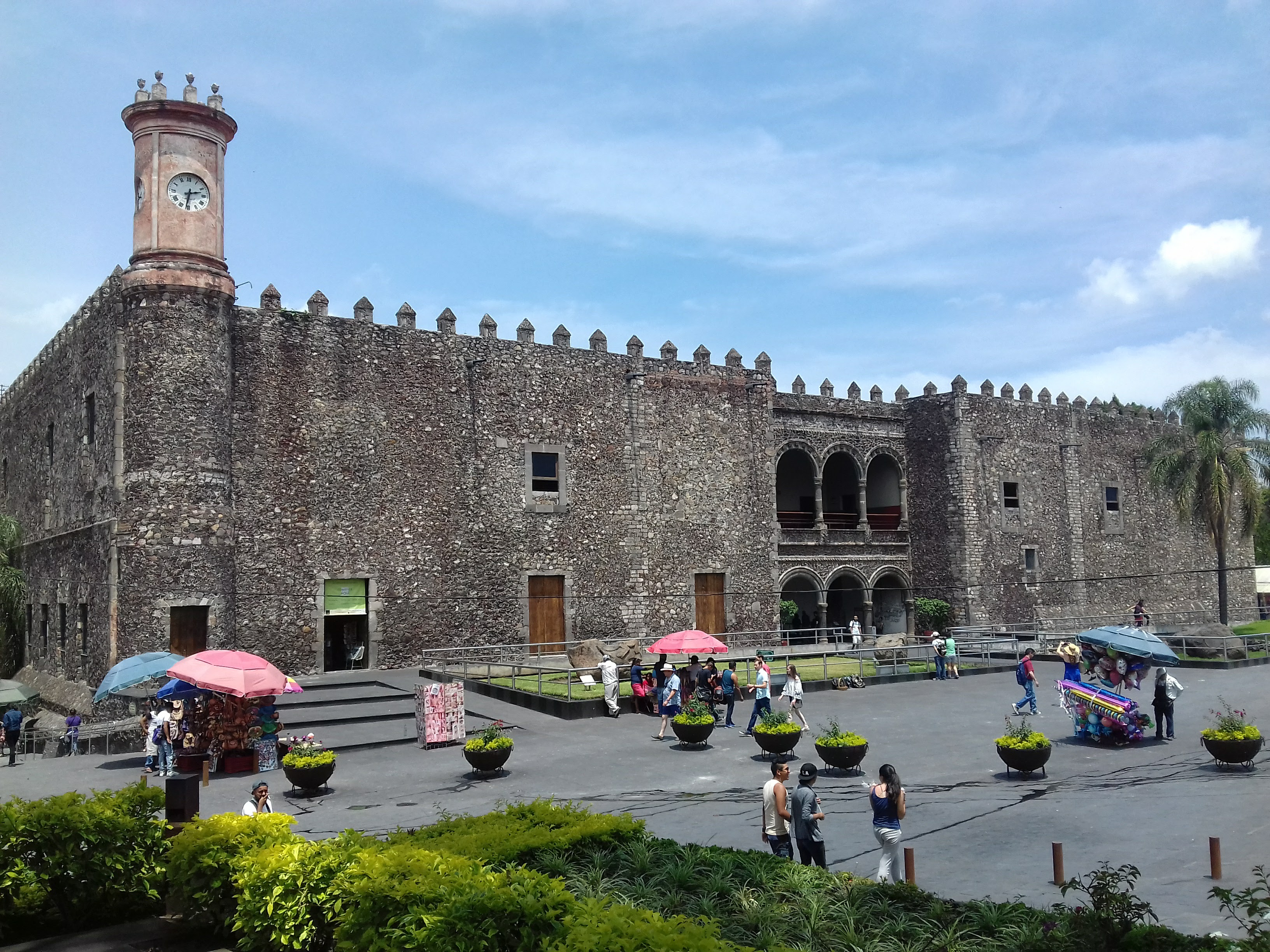
Palacio de Cortés en Cuernavaca, México.

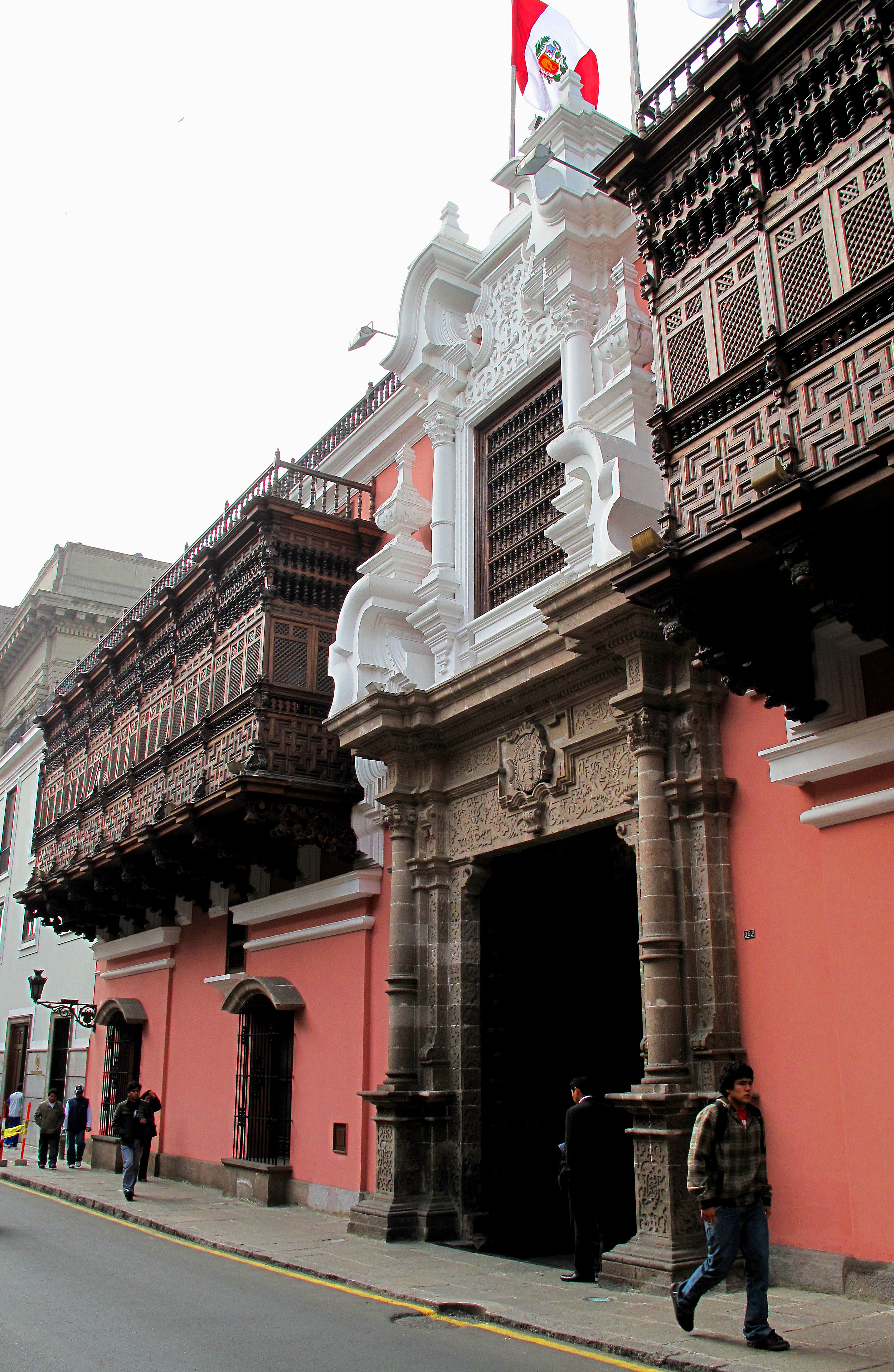
Balcones del Palacio de Torre Tagle en Lima, Perú.

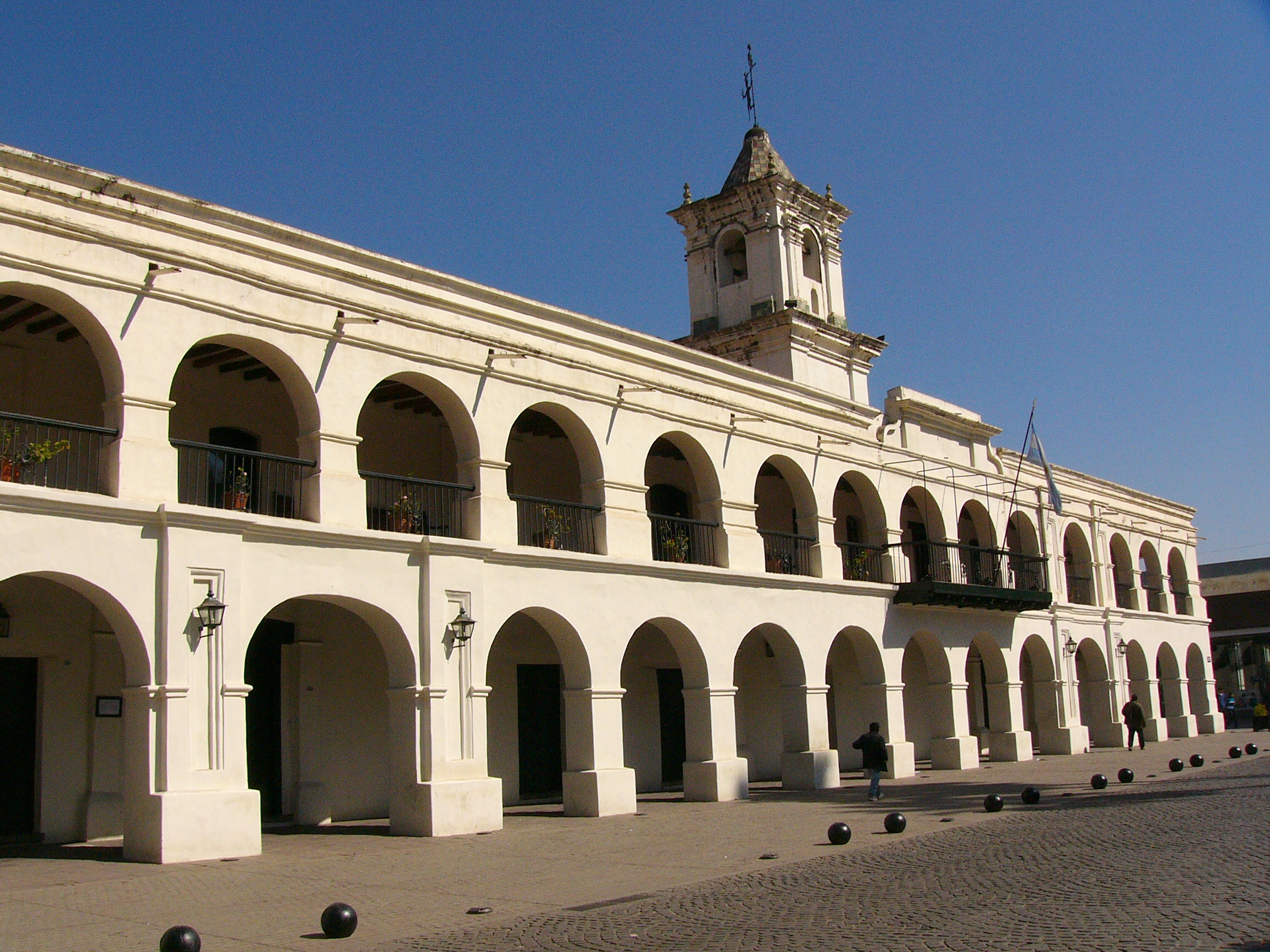
Cabildo en la ciudad de Salta, Argentina.

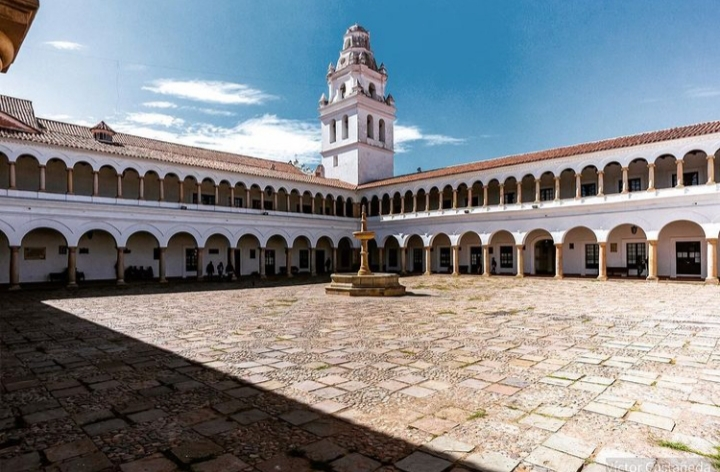
Patio histórico de la Universidad Mayor Real y Pontificia San Francisco Xavier de Chuquisaca fundada en 1624 en la ciudad de Sucre, Bolivia.

Se establecen algunas de las características genéricas en la arquitectura civil que no siempre se dan durante todo el tiempo y lugar en América.
Fundamentalmente, la tipología de un palacio sería de planta rectangular, con arquerías en los lados mayores. El primer palacio conocido sería el de Colón, en Santo Domingo, que luego sería imitado en Cuernavaca (México) en 1529. El modelo que se habría utilizado sería el castellano Palacio de Saldañuela, en Serracín, (Burgos). En la plaza mayor de la Ciudad de México, la arquitectura civil original, hoy desaparecida, constaría del palacio de Hernán Cortés, con dos torres almenadas y el palacio de los virreyes, totalmente almenado y con portada flanqueada por columnas. Se supone que estas formas deberían ser similares a las del Palacio de Cortés que todavía puede contemplarse en Cuernavaca.
El tipo de vivienda de los colonos acomodados de algunas ciudades, durante el siglo xvi, se estructuraba, en general, en torno a un patio principal y otro de servicios, con arcadas en dos de sus lados. Los muros a la calle son cerrados. Cuando el edificio constaba de dos plantas, la inferior se dejaba para el servicio y almacenes y la planta superior para los dormitorios y el salón. Las casas señoriales tenían portada historiada. Durante el siglo xvii, los patios principales pasan a tener arcos en sus cuatro lados y los muros a la calle se abren con tiendas para que el propietario pueda conseguir rentas extras. Las portadas siguen siendo importantes y se abren vanos al exterior. Puede haber balcones de madera, que vendrán a ser una de las características de la arquitectura civil virreinal.

La primera fundación hospitalaria fue el Hospital San Nicolás de Bari, en Santo Domingo, hecha por el gobernador Nicolás de Ovando entre 1502 y 1509. Hasta 1519 tuvo una construcción temporal, y ya se hizo de forma permanente en 1533. Sería el primero de una serie de hospitales virreinales como en San Juan de Puerto Rico, La Habana, México, Panamá, Lima, Caracas o Santiago de Chile, entre otros. Obedecen a la tipología que estableció Enrique Egas, cuyo hospital más prototípico es el Hospital de los Reyes Católicos, en Santiago de Compostela. Existen dos grandes pabellones que se cruzan ortogonalmente, y en el crucero, una capilla o iglesia para escuchar misa desde las camas. En general, los hospitales derivan de los españoles, con planta cruciforme o en T (tau). El crucero podía estar conformado por cuatro arcos en ladrillo. Adicionalmente existían dos o más patios y un edificio para los enfermos más graves. Tenía pabellones separados para hombres y mujeres. También podía disponer de una iglesia.

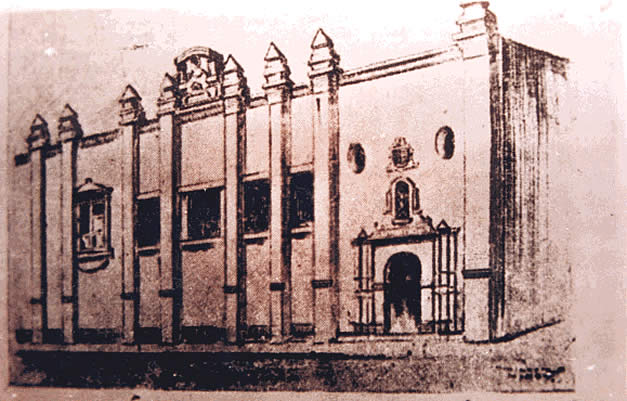
Grabado de la antigua fachada de la Universidad de San Marcos, fundada en 1551, que funcionó durante todo el Virreinato del Perú.

La institución del cabildo fue muy importante en la organización y gobierno de las ciudades, elemento fundamental de las estructuras políticas de los virreinatos. Ya desde 1517, los colonos podían elegir a sus alcaldes ordinarios o presidentes en los cabildos abiertos, donde los edictos debían leerse y discutirse públicamente. Para ello, debía ser un edificio que destacase de los demás dentro de la plaza mayor y su tipología debía adaptarse a tales funciones, con un espacio abierto hacia esa plaza. Su sala principal se situaba en la planta alta, y delante, una galería arqueada que daba a la plaza, sostenida por una arcada en la planta baja. Usualmente, contenía la cárcel, los archivos y estancias para jueces y escribanos.
Los centros de estudio y universidades, muy similares a las que existían en Castilla y acordes a los sistemas europeos de la época, se propagaron rápidamente por la América hispana, Los conventos de las órdenes religiosas y los seminarios diocesanos fueron en un primer momento los lugares de enseñanza. Los franciscanos fundaron en 1533 el Colegio de San Francisco en Ciudad de México o el Colegio de la Santa Cruz de Tlatelolco, la primera institución de educación superior de América, preparatoria para la universidad, destinada a los indígenas. Dependiendo de la categoría de la ciudad, se fundan universidades. Prontamente, los dominicos, al amparo de su Studium generale, que habían establecido en su convento de Santo Domingo, consiguieron que estos estudios se elevaran al rango de universidad mediante una bula papal en 1538, siguiendo el modelo de la Universidad de Alcalá. Las dos importantes universidades, situadas en los centros de poder virreinales, la Universidad Nacional Mayor de San Marcos, en Lima, que sería la más antigua, fundada como tal, de América, y la Universidad de México, fueron fundadas ambas en 1551, siguiendo los modelos de Salamanca y Alcalá. También se fundaron colegios mayores como el Colegio Mayor de Santa María de Todos Santos, de 1573.
Los centros de enseñanza tenían una tipología muy próxima a la conventual, con las aulas, en planta baja y alta, con arcos en los dos pisos, situadas alrededor de un claustro.

## Indias Orientales Españolas

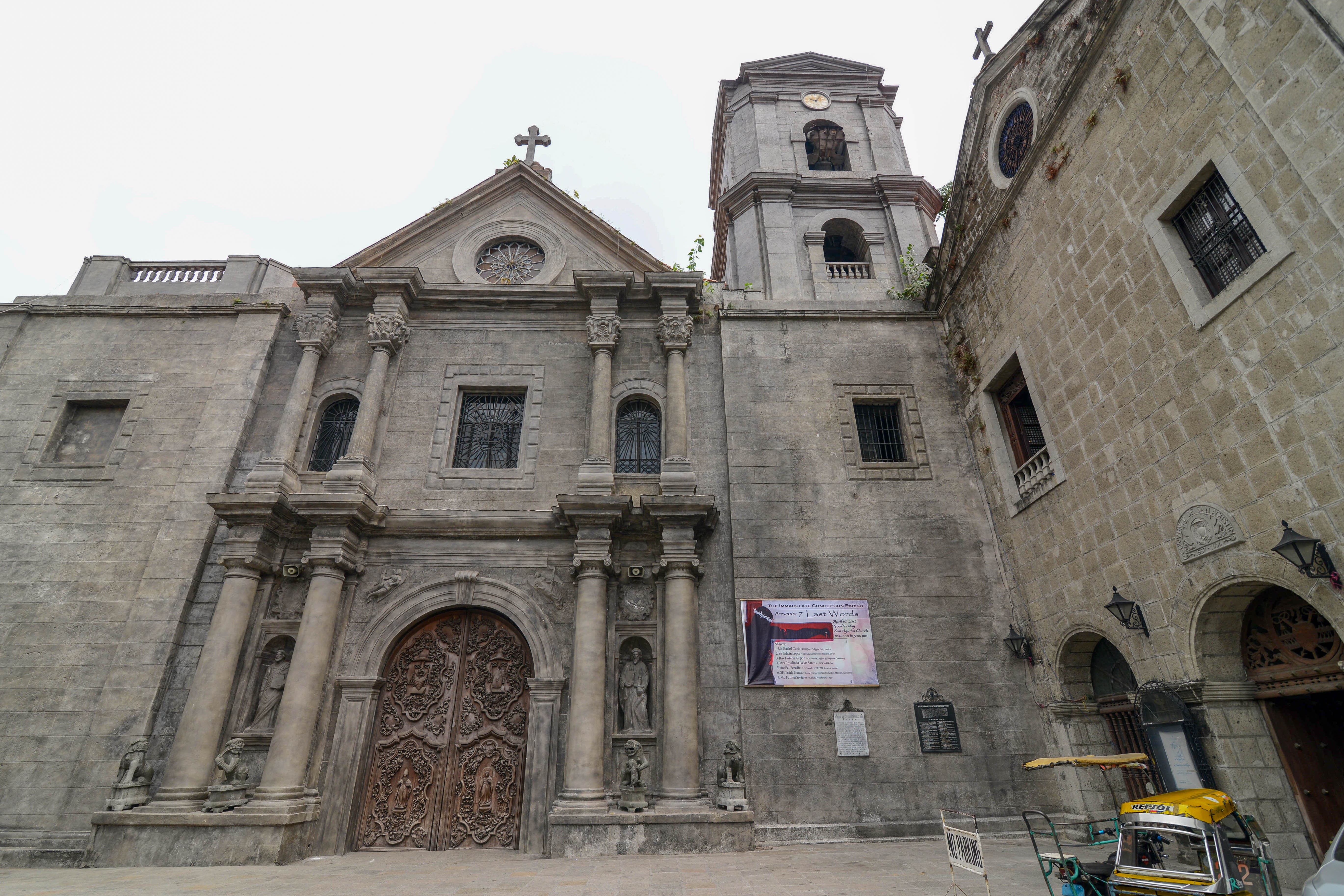
Iglesia de la Inmaculada Concepción de María de San Agustín, en Intramuros, Manila, única iglesia que ha permanecido en pie desde su construcción, a pesar de los terremotos.

Cuando la expedición marítima de Fernando de Magallanes, al servicio del rey Carlos I de España, comenzó su navegación en septiembre de 1519 desde Sanlúcar de Barrameda con cinco barcos y 265 hombres, en busca de la ruta occidental de las Islas de las Especias, pasó por primera vez del océano Atlántico al océano Pacífico, e impulsado por los vientos alisios del sudeste cruzó en algo más de tres meses desde, el desde entonces denominado estrecho de Magallanes, hasta Guam, una de las islas de los Ladrones. Cuando Magallanes vislumbraba ya la posibilidad de alcanzar China, murió en la isla filipina de Mactán en 1521. Tras arribar a las islas Molucas, objeto del viaje, y cargar con las especias, se emprendió el regreso a España en la nao Victoria al mando de Juan Sebastián Elcano, que en lugar de volver por el camino de ida, se dirigieron hacia occidente hasta llegar exitosamente, pero muy diezmados a España en septiembre de 1522.
Este viaje de circunnavegación de la tierra no solo aportó datos sobre las distancias en la misma sino también sobre las riquezas de las islas del Sudeste Asiático. La Corona española con esos datos, decidió invertir sus esfuerzos en Filipinas, que al contrario que las Molucas, habían quedado fuera del área de influencia portuguesa según el Tratado de Zaragoza de 1529.

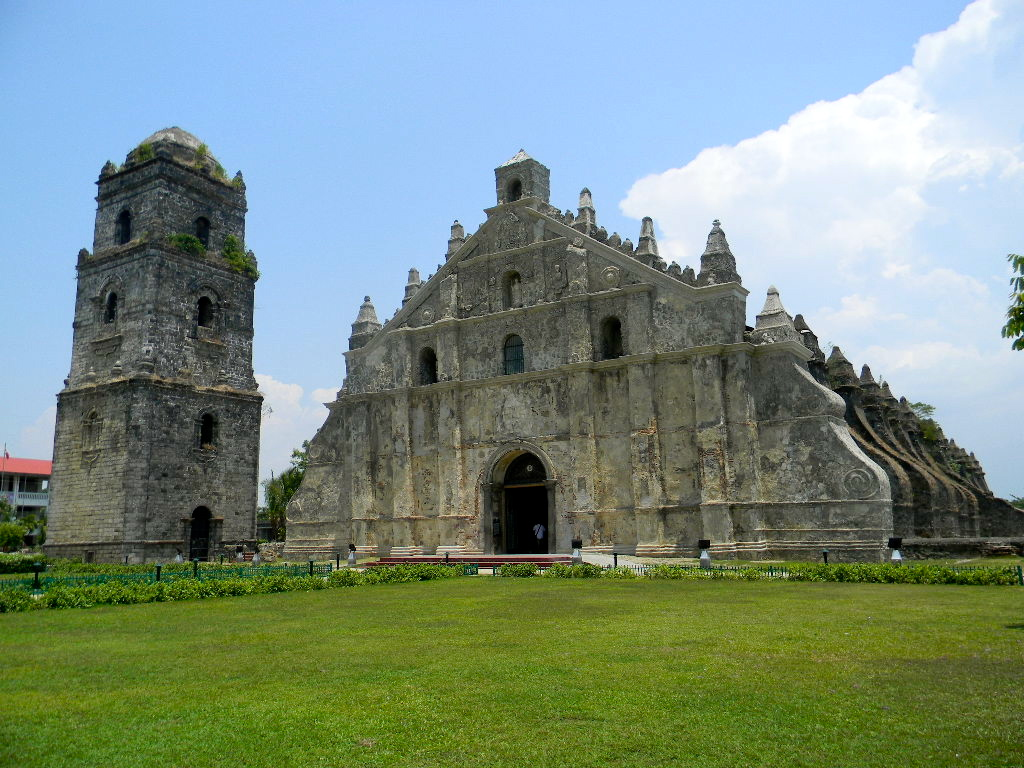
Iglesia virreinal española de San Agustín en Páoay (Filipinas).

El capitán Miguel López de Legazpi, junto al misionero - piloto agustino descubrieron y conquistaron grandes islas del archipiélago filipino desde 1565 en nombre del rey de España, saliendo la primera expedición, desde Jalisco (Virreinato de la Nueva España) con 5 naves y 350 hombres. Avanzando en la colonización y en la evangelización al estilo fundacional de las ciudades de la América hispana, en lo posible, Legazpi, en la isla de Luzón fundó Manila oficialmente en 1571. Se tuvo en cuenta la legislación establecida en las Leyes de Indias y la sistemática, en lo posible, que se venía empleando en la colonización del continente americano.
La arquitectura virreinal española en Filipinas se debió adaptar específicamente al cálido clima tropical del nuevo territorio del Lejano Oriente. Dado que desde 1565 se conocía el camino de navegación de ida y vuelta entre la bahía de Manila y Acapulco, en la costa del Pacífico de Nueva España, Manila pronto se convertiría en el principal puerto español de comercio con el Sudeste Asiático y, especialmente, con China. Esta conexión América -China se efectuaba a través del denominado Galeón de Manila. A través de estas interconexiones, la arquitectura virreinal española se transformó en un estilo característico filipino.

Las Bahay Kubo o «cabañas de nipa» de los indígenas filipinos que dio paso a la Bahay Na Bato (casa de piedra) y otras casas filipinas llamadas colectivamente Bahay Filipino (casas filipinas), se convirtieron en las casas típicas de los filipinos de la época. Las casas Bahay Filipino siguieron las características de la cabaña de nipa, como un ventilación abierta y habitaciones elevadas. La diferencia más obvia entre las casas filipinas son los materiales que se utilizan para construirlas. La casa de piedra (Bahay Na Bato) tiene influencia española y china. Su apariencia más común es como la de la cabaña de nipa sobre pilotes que se levantan sobre bloques de piedra de estilo español o ladrillos como base en lugar de solo pilotes de madera o bambú, generalmente con cimientos de piedra sólida o paredes inferiores de ladrillo, y pisos superiores de madera que sobresalen con balaustradas y ventanas corredizas de concha de capiz. El techo, de tejas chinas o, a veces, techo de nipa que actualmente están siendo reemplazados por techo galvanizado. Hoy en día, estas casas se denominan casas ancestrales, debido a que la mayoría de este tipo de casas ancestrales en Filipinas, son Bahay na bato.

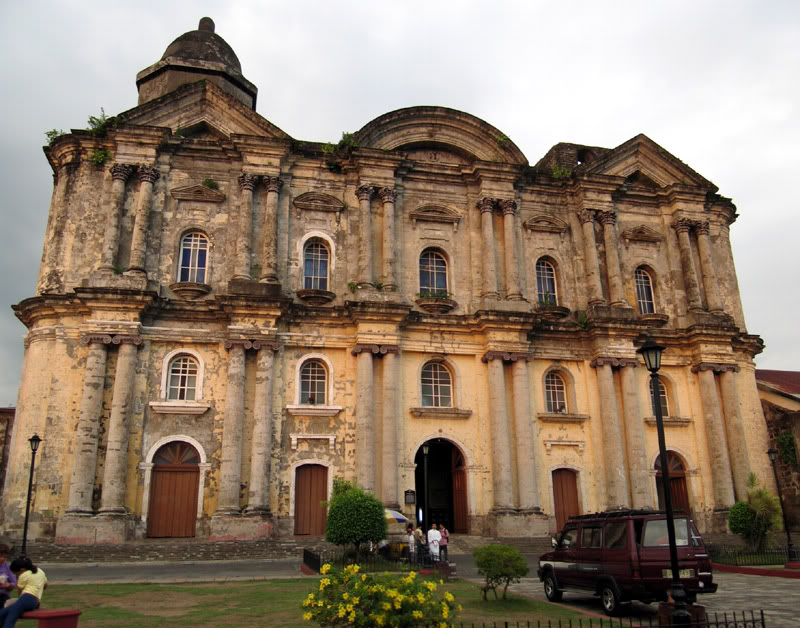
Basílica de San Martín de Tours en Taál (Filipinas).

El Barroco de terremotos es un estilo de arquitectura barroca que se encuentra en Filipinas, y que se ha llamado así porque cuando los edificios barrocos sufrieron terremotos que los dañaron gravemente durante los siglos xvii y xviii, ya fueran grandes edificios públicos o iglesias, fueron reconstruidos con el propio estilo barroco virreinal español, aunque con unas proporciones más robustas para resistir los seísmos. Así, las iglesias se han reconstruido más bajas y anchas. Los muros laterales se han hecho más gruesos y reforzados con contrafuertes para tener una mayor estabilidad durante el seísmo. Las estructuras superiores se han realizado con materiales más ligeros.
Los campanarios suelen ser más bajos y robustos en comparación con las torres que puedan existir en las regiones del mundo con menor actividad sísmica. Las torres tienen una circunferencia más gruesa en los niveles inferiores, estrechándose progresivamente hasta el nivel superior. En algunas iglesias de Filipinas, además de funcionar como torres de vigilancia contra piratas, algunos campanarios están separados del edificio principal (exentos) de la iglesia para evitar daños en caso de su caída por un terremoto.
Es curioso que cuando Manila fue destruida por un terremoto en 1645, se derrumbaron casi todos los edificios, excepto la iglesia de San Agustín (Iglesia de la Inmaculada Concepción de María de San Agustín) situada en Intramuros, Manila. Cuando en 1863 y 1880, Manila fue devastada nuevamente, la iglesia de San Agustín, siguió permaneciendo en pie, con la sola caída de una de sus torres.